# Bucarest

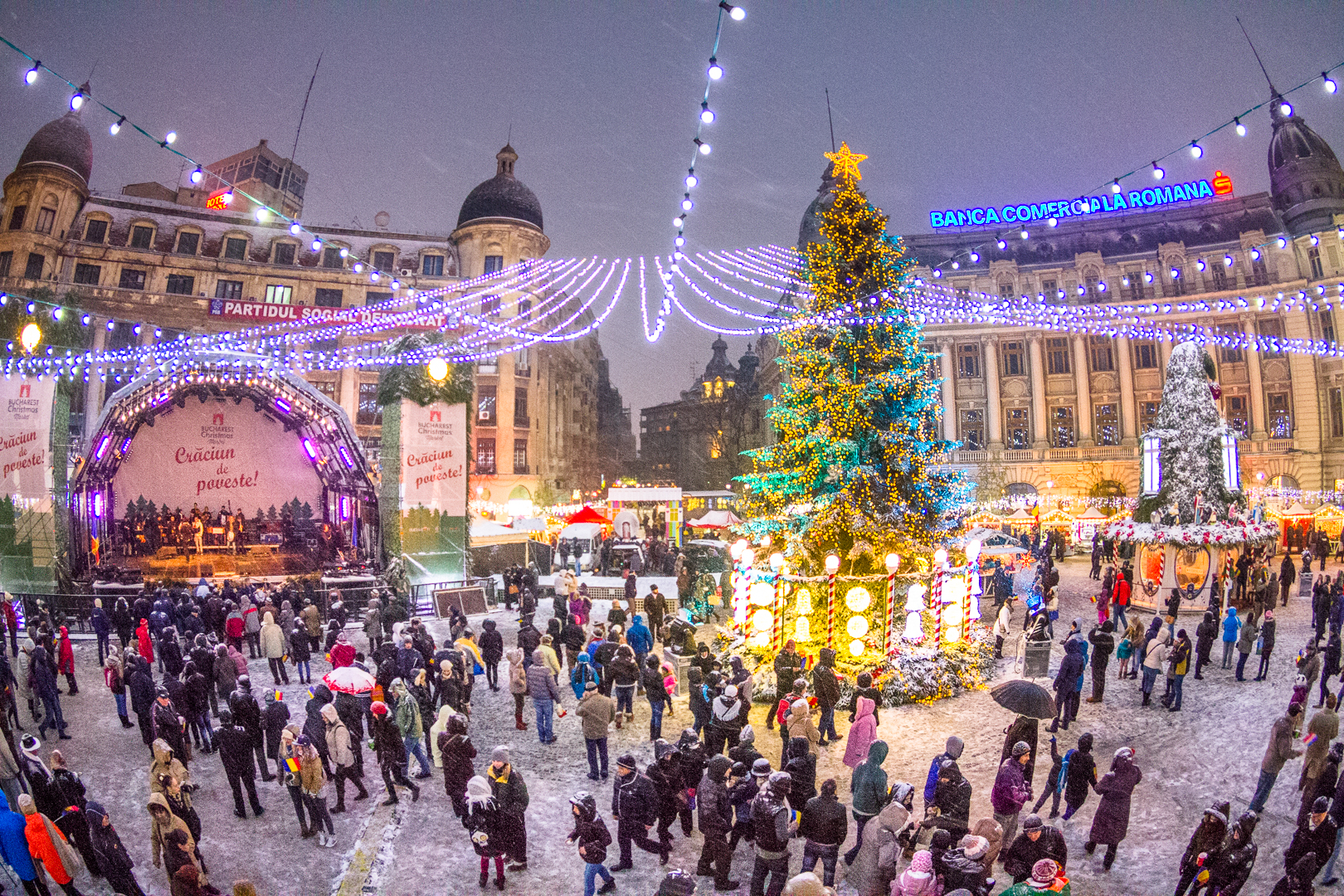
Piazza Università durante il periodo di Natale

Bucarest (AFI: /ˈbukarest/; in romeno București, pronuncia [bukuˈreʃtʲ]), soprannominata  la piccola Parigi, è la capitale e la città più popolosa della Romania ed è la quarta più popolosa dell'Unione europea.
Situata nel sud del Paese, sul fiume Dâmbovița, è il maggiore centro industriale e commerciale del paese. Il territorio della città è interamente circondato dal distretto di Ilfov, pur non facendone parte (risulta però come zona hinterland, causa vicinanza e urbanizzazione continua tra le strade e la metropolitana, e futura integrazione comunale, con 2000 km quadrati di territorio e circa 2,4 milioni di abitanti circa, il che la rende anche la decima città per territorio in Europa), in quanto il municipio è l'unico della Romania a fare distretto di per sé.
Secondo i dati preliminari del censimento del 2024, 2 142 929 abitanti vivono entro i limiti della città. Secondo le stime, Bucarest arriva durante il giorno a quattro milioni di persone, perché si aggiungono gli abitanti delle località intorno alla città e viandanti turistici o lavoratori, che fanno parte della futura area metropolitana, e hanno una popolazione di circa 600 000 persone. L'area urbana si estende oltre Bucarest con una popolazione di 2 420 530 di persone.
La prima menzione della località appare nel 1459. Nel 1862 divenne la capitale dei Principati Uniti; da allora ha subito cambiamenti continui, diventando il centro della scena artistica, culturale e mediatica rumena. L'architettura elegante e l'atmosfera urbana le portarono durante la Belle Époque il soprannome di "Piccola Parigi", anche se diversi edifici e quartieri del centro storico furono danneggiati o interamente distrutti dalla guerra, dai terremoti e dal programma di sistemazione di Nicolae Ceaușescu. Negli ultimi anni, la città ha vissuto un boom economico e culturale.
Da un punto di vista economico, Bucarest è la città più prospera della Romania ed è uno dei principali centri industriali e nodi di trasporto nell'Europa orientale. La città dispone di strutture per convegni, istituti scolastici, aree culturali, centri commerciali e aree ricreative.
La città, avente lo stesso livello amministrativo dei distretti, è suddivisa in sei settori e amministrata dal municipio di Bucarest.

## Geografia fisica

### Territorio
Bucarest è situata nella parte sudorientale del Paese in un'area di lievissime ondulazioni al centro della pianura Valacca, tra il Danubio a sud e i Carpazi a nord, ed è attraversata dal fiume Dâmbovița, affluente dell'Arges, in parte canalizzato, e da un affluente del Dîmbovita, il Colentina, il cui corso meandriforme si allarga a formare piccoli laghi anche all'interno del perimetro urbano.

### Clima
Nella capitale, Bucarest, l'inverno è freddo e grigio, con nevicate e gelate. L'estate è calda e soleggiata, ma nel pomeriggio possono scoppiare dei temporali.
Durante le ondate di freddo, la temperatura può scendere fino a circa −15 °C.
Negli inverni più freddi, la temperatura è scesa fino a −27 °C nel gennaio 1985, a −24 °C nel gennaio 1987 e nel gennaio 2010, a −22 °C nel dicembre 2002 e nel febbraio 2012, ma in precedenza si erano toccati i −32 °C nel gennaio 1942, e i −29 °C nel febbraio 1929. In estate, nelle giornate calde la temperatura può raggiungere i 35 °C; nel giugno 2007 si sono toccati i 39 °C, e nel luglio 2000 addirittura i 42 °C.
Per quanto riguarda le precipitazioni a Bucarest ammontano a 598 mm l'anno; il periodo più piovoso va da maggio ad agosto a causa dei temporali pomeridiani. Il sole si vede raramente a Bucarest da novembre a febbraio, perché nei periodi di alta pressione si formano spesso nebbie e nubi basse. L'estate invece è abbastanza soleggiata.
| Bucarest            | Mesi | Mesi | Mesi | Mesi | Mesi | Mesi | Mesi | Mesi | Mesi | Mesi | Mesi | Mesi | Stagioni | Stagioni | Stagioni | Stagioni | Anno |
| Bucarest            | Gen  | Feb  | Mar  | Apr  | Mag  | Giu  | Lug  | Ago  | Set  | Ott  | Nov  | Dic  | Inv      | Pri      | Est      | Aut      | Anno |
| ------------------- | ---- | ---- | ---- | ---- | ---- | ---- | ---- | ---- | ---- | ---- | ---- | ---- | -------- | -------- | -------- | -------- | ---- |
| T. max. media (°C)  | 1,4  | 3,7  | 9,9  | 17,4 | 22,9 | 26,6 | 28,6 | 28,2 | 24,0 | 17,3 | 9,5  | 3,4  | 2,8      | 16,7     | 27,8     | 16,9     | 16,1 |
| T. min. media (°C)  | −5,5 | −3,7 | 0,0  | 5,3  | 10,5 | 14,0 | 15,6 | 14,9 | 10,8 | 5,4  | 1,2  | −2,8 | −4,0     | 5,3      | 14,8     | 5,8      | 5,5  |
| Precipitazioni (mm) | 40   | 38   | 36   | 49   | 71   | 82   | 60   | 54   | 43   | 36   | 46   | 43   | 121      | 156      | 196      | 125      | 598  |

## Origini del nome
Si teorizza che il nome della città derivi dalla parola rumena bucurie, che significa felicità, gioia; la giusta traduzione potrebbe essere quindi città della gioia. Altre teorie presumono che il nome sia legato a quello del suo leggendario fondatore, il pastore Bucur.

## Storia
La storia di Bucarest è ben più antica di quella del suo status di capitale della Romania, che risale solo alla metà dell'800.

### Leggenda

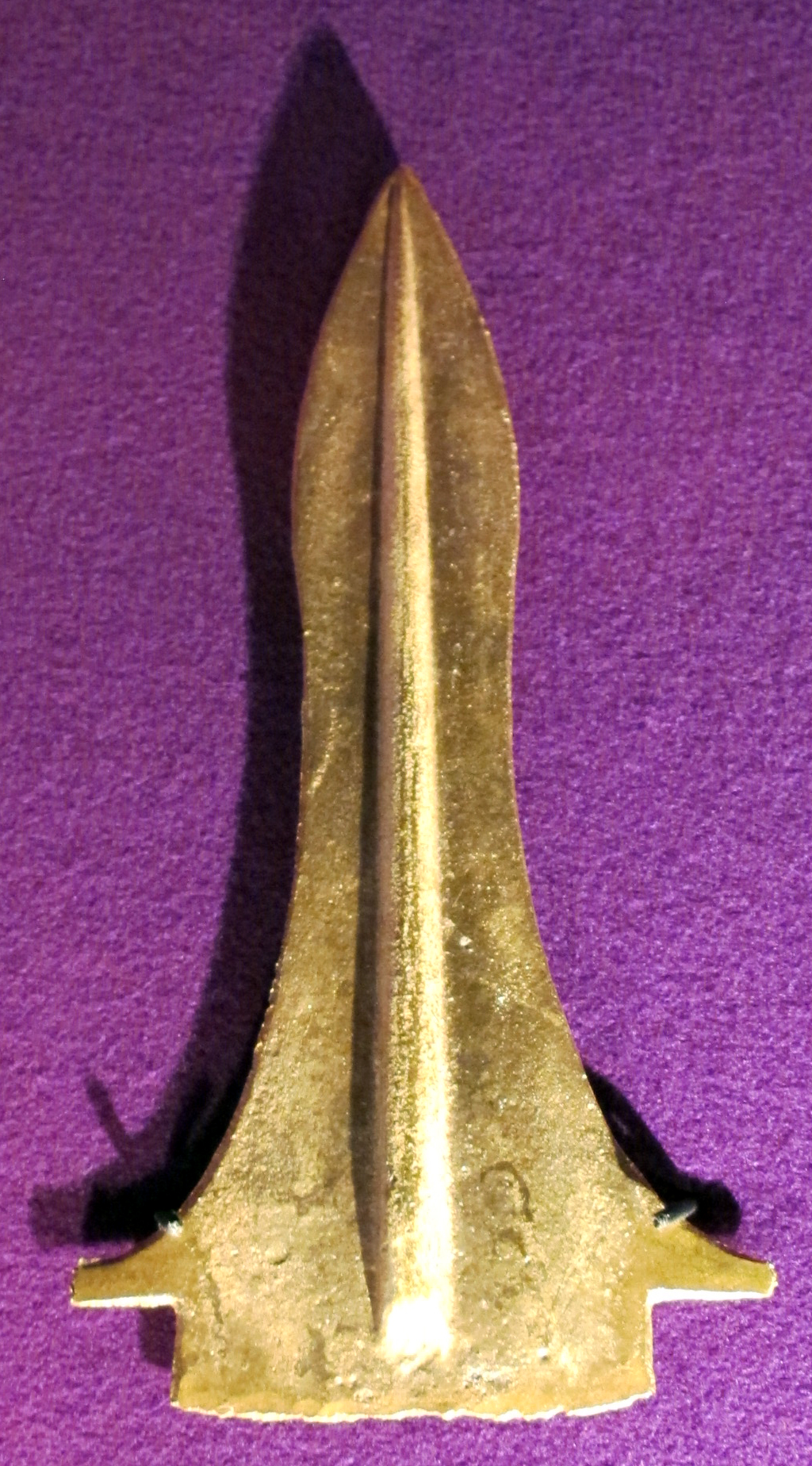
Una punta di lancia d'oro risalente all'età del bronzo, Museo Nazionale di Storia della Romania

Secondo la leggenda la città venne fondata da un pastore di nome Bucur ("felice", "gioioso" in rumeno) come tappa del suo cammino di transumanza dai Carpazi al Mar Nero. Infatti in Romania molti toponimi in ești sono il plurale di escu, strettamente legato al nome di un fondatore (mercante, libero contadino, boiardo, voivoda, ospodaro), quindi București potrebbe essere il plurale di Bucurescu, toponimo legato a un certo Bucur.

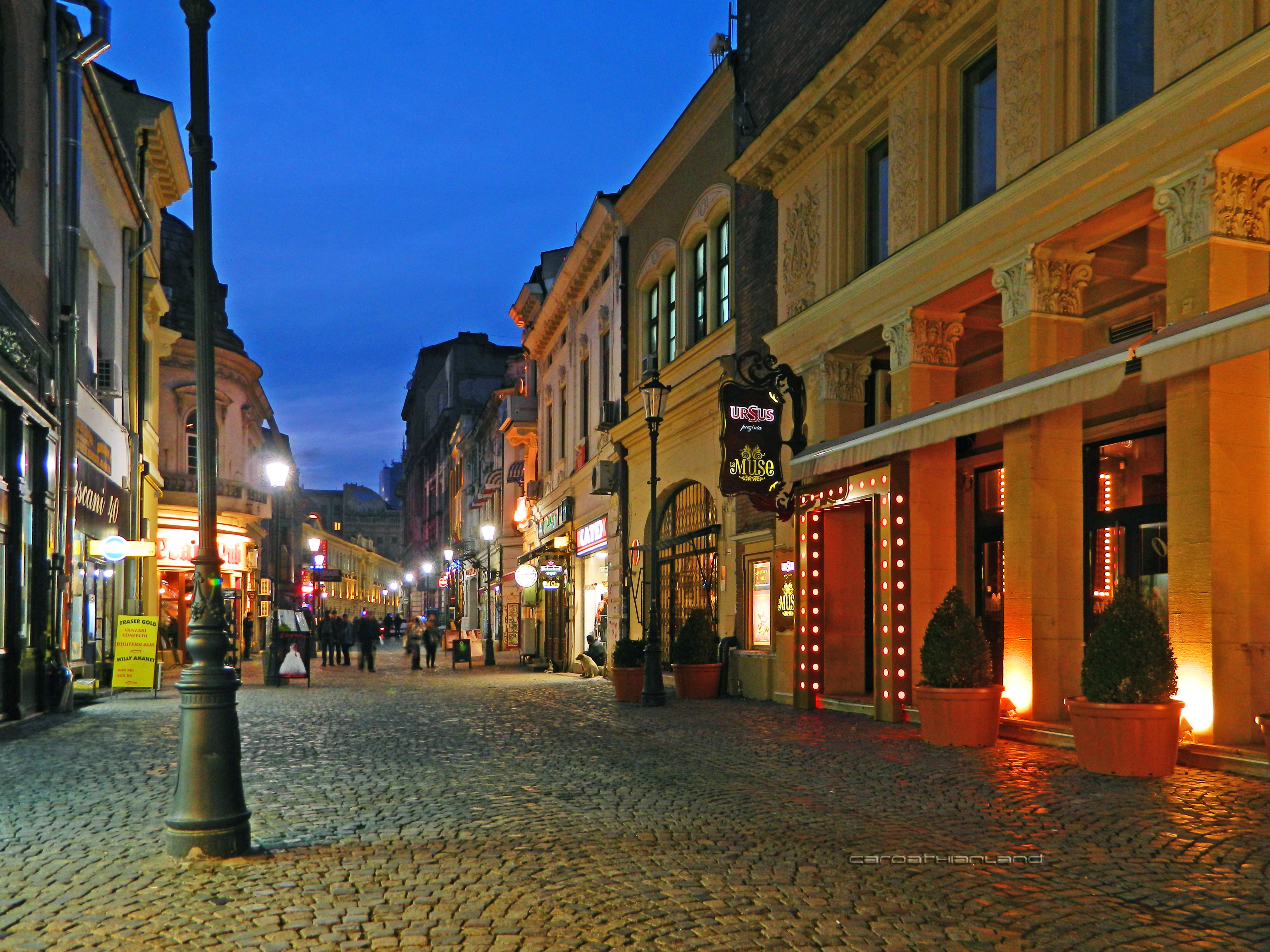
Il centro storico

### Origini
L'area di Bucarest era popolata già da tempi remotissimi. In un'altura sul fiume Dâmbovița, l'odierna Radu Vodă, infatti, fu abitata già dal Paleolitico (stimato fra il milione e 10 000 anni a.C.). È il sito abitato più antico dell'intera Romania.
Nella zona fra i fiumi Dâmbovița e Colentina appaiono alcune prove di insediamenti della cultura neolitica risalenti intorno al 1800 a.C. nelle aree di Dudești (Settore 3 di Bucarest), del lago Tei (formato dal Colentina) e di Bucureștii Noi (Settore 1). Scavi archeologici mostrano che queste aree si svilupparono attraversando l'età del bronzo fino al 100 a.C. Durante questo periodo infatti le aree di Herăstrău, Radu Vodă, Pantelimon, Popești-Leordeni e Popești-Novaci vennero popolate da genti indoeuropee, i Daci.
Dopo l'abbandono della Dacia da parte di Aureliano nel 273 d.C. si certifica la presenza di abitazioni dal III secolo al XIII, fino al Medioevo.

### Fondazione della città

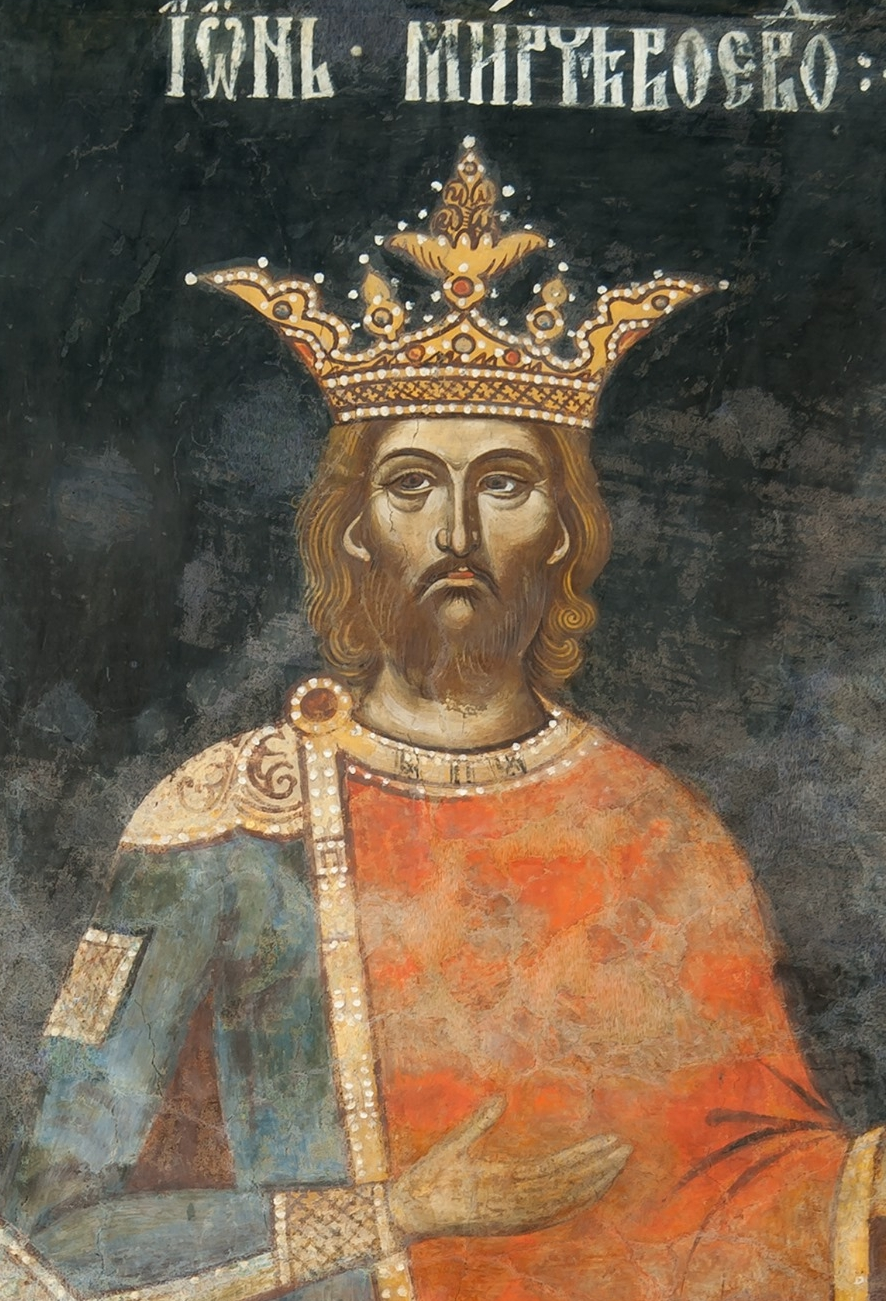
Mircea il Vecchio, il fondatore della città

Nonostante i numerosi insediamenti preistorici e relativi ritrovamenti, un primo vero nucleo urbano sorse, sulle rive della Dâmbovița, solo alla fine del XIV secolo. In seguito alla battaglia di Rovine del 1395, terminata con la vittoria sui Turchi, Mircea il Vecchio decise di erigere in questo luogo la fortezza di Bucarest (dove Bucur poteva esserne il governatore militare).
Il nome di Bucarest è menzionato per la prima volta in un documento in latino datato 20 settembre 1459 firmato dal celebre Vlad III di Valacchia, dove rinforza delle fortificazioni. Questi viene perciò ricordato come il fondatore ufficiale della città.

### Sviluppo e elevazione a residenza principesca
Bucarest nei primi anni ebbe un ruolo strategico, quello di controllare la via fra la città di Târgșor e quella di Giurgiu, la quale, con la riconquista turca del 1420, divenne l'ultimo avamposto ottomano. Anche se dal 1459 Vlad III soggiornerà più volte a Bucarest, la capitale della Valacchia fin ad allora Curtea de Argeș, poi portata a Târgoviște nel XV secolo, restò altrove. Solo il 14 ottobre 1465, quando Radu III il Bello la elesse a sua residenza principesca secondaria, la città vide il soggiorno alternato dei sovrani. Nel 1558-59 Mircea V il Pastore fonda nella Curtea Veche, l'antica residenza principesca, la chiesa palatina, oggi la più antica chiesa della città conservata nella sua forma originale.
Bucarest non ebbe mai una cinta muraria. In caso di guerra gli abitanti con i loro beni e bestiame, trovavano rifugio nei dintorni, nell'impenetrabile foresta di Vlăsia (Settore 5) o nelle paludi di Călugăreni, vera trappola per gli invasori.

### I Turchi ed elevazione a capitale

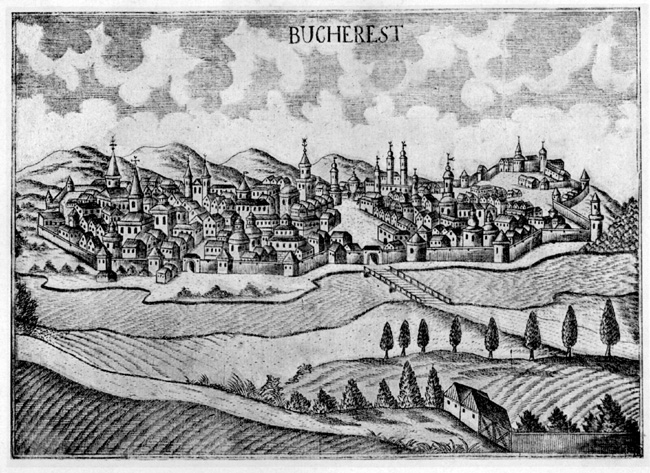
Bucarest in una stampa di inizio Settecento

Nel 1595 durante la battaglia di Călugăreni condotta da Michele il Coraggioso contro l'Impero ottomano, Bucarest, abbandonata in seguito alla ritirata del principe valacco, cadde sotto i turchi che la occuparono con una guarnigione di 10 000 uomini. Venne riconquistata con l'aiuto degli austriaci qualche mese dopo, ma la città, incendiata dai turchi, andò completamente distrutta.
Bucarest venne ricostruita e continuò a crescere in dimensioni e prosperità. Il suo centro era lungo la Ulița mare, la "Via Grande", poi chiamata dal 1589 Lipscani dalla presenza della comunità dei mercanti provenienti da Lipsia. Nel XVII secolo, Bucarest diviene il centro commerciale più importante della Valacchia. Inoltre nel 1659 il voivoda Gheorghe Ghica la elegge a capitale della Romania. Grazie alla sua posizione, in pianura e più vicino al Danubio, era più facile da controllare rispetto a Târgoviște.
Da allora si passa alla sua modernizzazione: nel 1661 le strade vengono lastricate con pietre di fiume, nel 1694 viene fondato il primo istituto di istruzione superiore, la Academia Domnească (Accademia reale), nel 1698 Constantin Brâncoveanu erige la sua nuova residenza, il palazzo di Mogoșoaia e fonda nel 1704, su iniziativa di Mihai Cantacuzino lo Spitalul Colțea (Ospedale di Corte).

### Tempi rivoluzionari

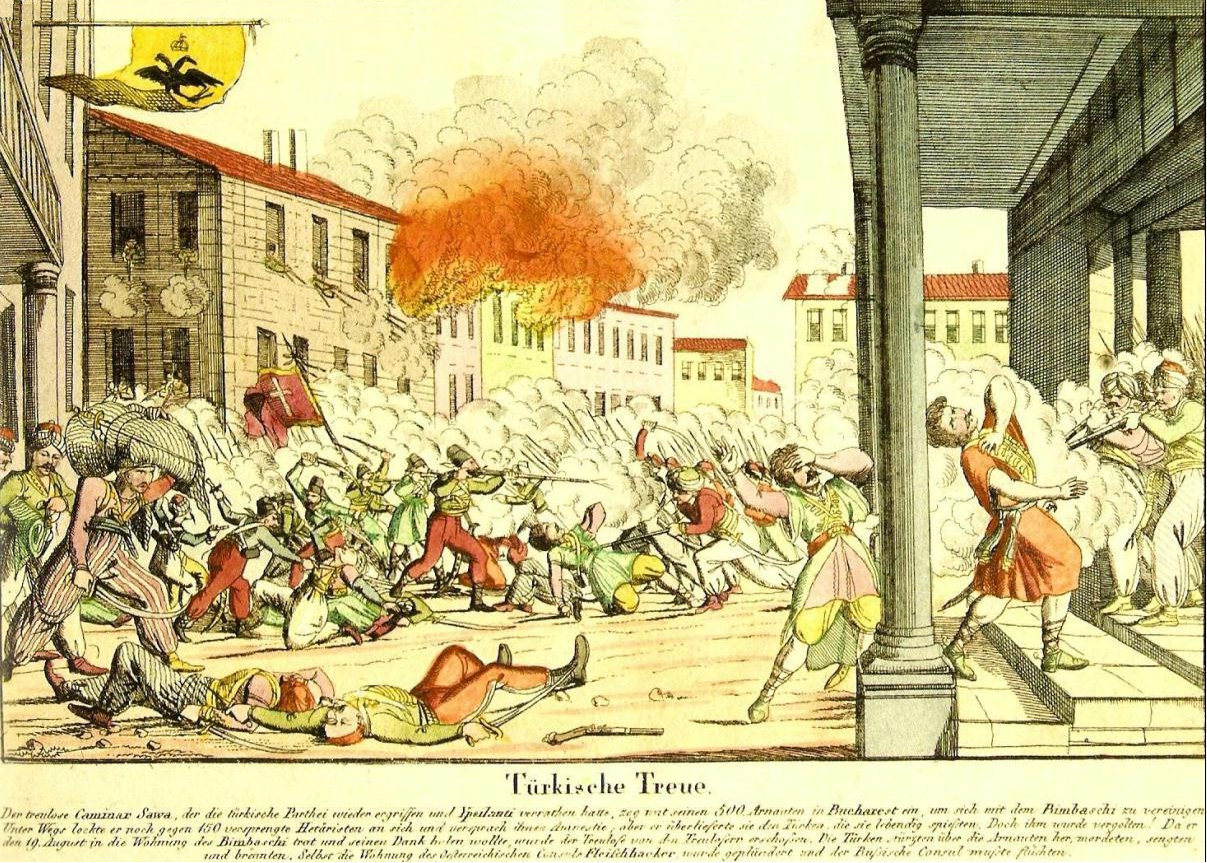
La Rivoluzione del 1821

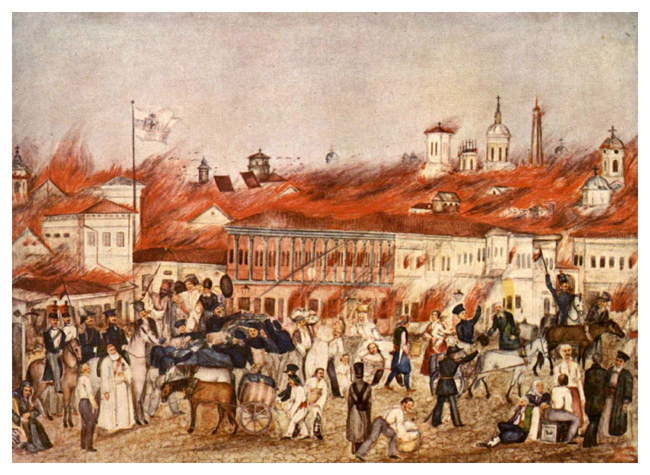
Il Grande Incendio del 1847

Nel XIX secolo la Romania è la scena delle guerre fra gli imperi vicini. In questo contesto i rumeni si rivoltano nel 1821 e nel 1848. Bucarest viene frequentemente occupata da ottomani, austriaci (1828-1833) e russi (1853-1854); poi fra il 1854 e il 1857 è sotto una guarnigione austriaca. Inoltre, il 23 marzo 1847 circa duemila edifici sono preda delle fiamme di un incendio che distrugge un terzo della città colpendo gravemente i monumenti antichi.
Nel 1859, con l'unione della Valacchia e della Moldavia, Bucarest diventa la capitale del nuovo Regno di Romania e la città e la sua popolazione crescono velocemente. La particolare architettura d'ispirazione francese e l'ambiente culturale cosmopolita dell'epoca le diedero l'appellativo di Piccola Parigi, anche se le differenze sociali tra un crescente ceto agiato e la massa di poveri continuarono a crescere. Fu in quel periodo che nel 1884 re Carlo I fece costruire un anello di fortificazioni attorno alla città.

### Storia contemporanea
Il 6 dicembre del 1916, la città fu occupata dalle forze tedesche e la capitale fu trasferita a Iași. La città fu finalmente liberata nel dicembre del 1918, tornando capitale del Regno di Romania.
Bucarest ha sofferto grosse perdite e distruzioni a causa del terremoto del 1940 e dei bombardamenti anglo-statunitensi durante la seconda guerra mondiale. Il 30 dicembre 1947, dopo che il partito comunista è giunto al potere con l'appoggio dell'URSS, ha abolito la monarchia instaurando una dittatura comunista che gravitava nell'orbita sovietica.
Alla fine degli anni settanta, durante la dittatura di Nicolae Ceaușescu, a seguito di un forte terremoto una rilevante parte del centro storico della città (stimabile in un terzo), incluse alcune sue antiche chiese, è stata distrutta e successivamente rimpiazzata con edifici e quartieri di tipici stilemi comunisti. Di quest'epoca è il Centrul Civic e la Casa del Popolo, divenuta poi sede del Parlamento dopo la caduta di Ceaușescu, che è reputato essere il secondo edificio governativo più esteso al mondo dopo il Pentagono.

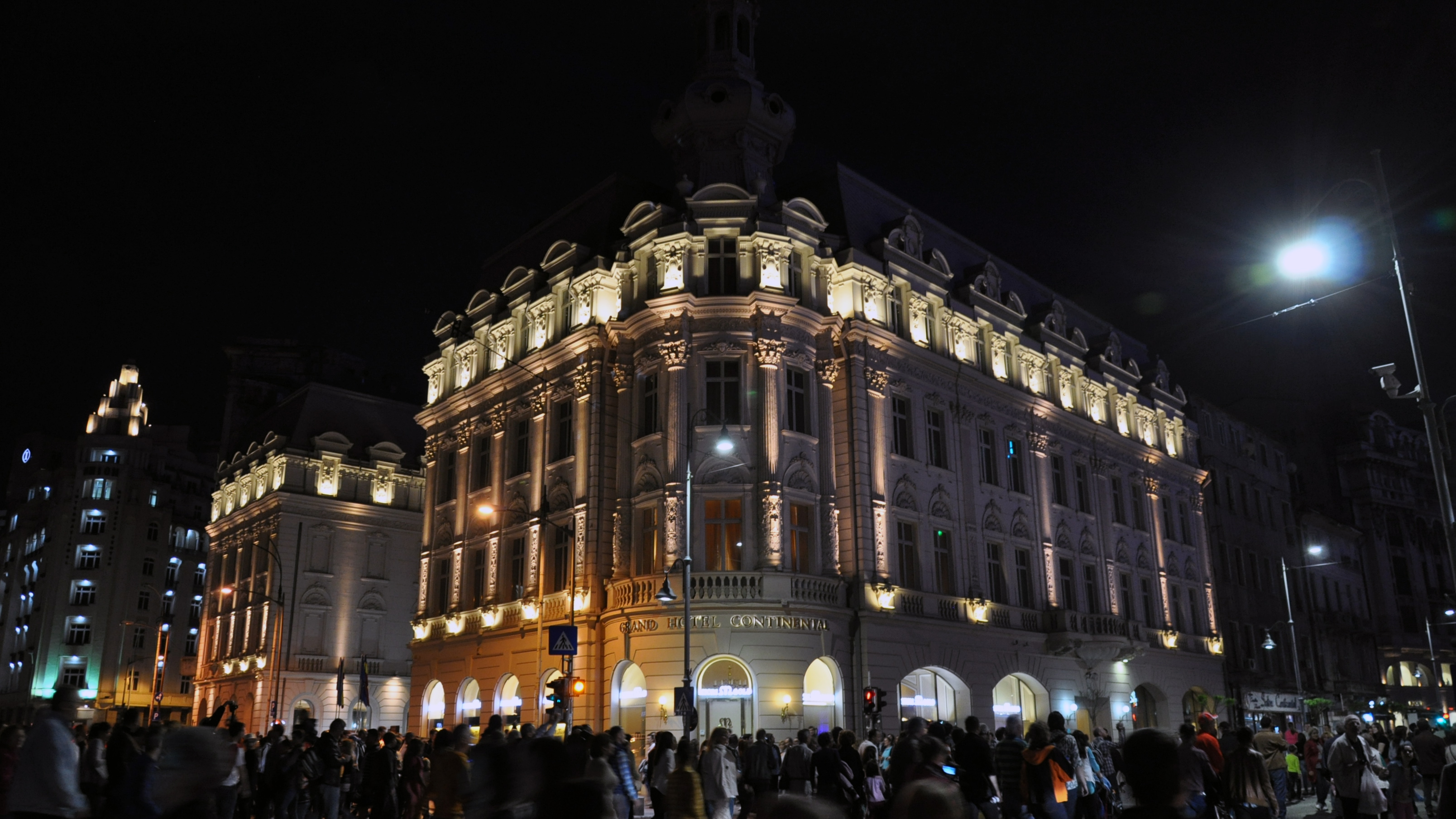
Vita notturna di Bucarest

Fino a pochi decenni addietro le zone circostanti la capitale erano principalmente rurali, però dal 1989 si è iniziato a costruire nuovi quartieri intorno alla città; le zone periferiche a Nord (Pipera, Băneasa) sono più ambite dalla, per ora limitata, parte di popolazione benestante, mentre quelle a Sud ospitano maggiormente quella a basso reddito.

## Monumenti e luoghi d'interesse

### Edifici civili
- Palazzo Reale, l'antica residenza dei re rumeni venne costruita fra il 1812 e il 1815 in uno stile neobarocco. Ora è sede del Museo nazionale d'arte della Romania.
- Palazzo del Parlamento (ex Casa del Popolo), enorme edificio di epoca comunista voluto da Nicolae Ceaușescu.
- Palazzo del Municipio.
- Palazzo Crețulescu.
- Palazzo del Circolo militare nazionale.
- Palazzo di Giustizia.
- Palazzo CEC, sede dell'omonima banca.
- Palazzo Victoria, sede del governo.
- Palazzo dell'Università.
- Biblioteca centrale universitaria.
- Palazzo Cotroceni, residenza ufficiale del Presidente della Romania.
- Palazzo della Banca centrale di Romania.
- Palazzo di Elisabetta.
- Palazzo di Mogoșoaia.
- Sala Palatului.

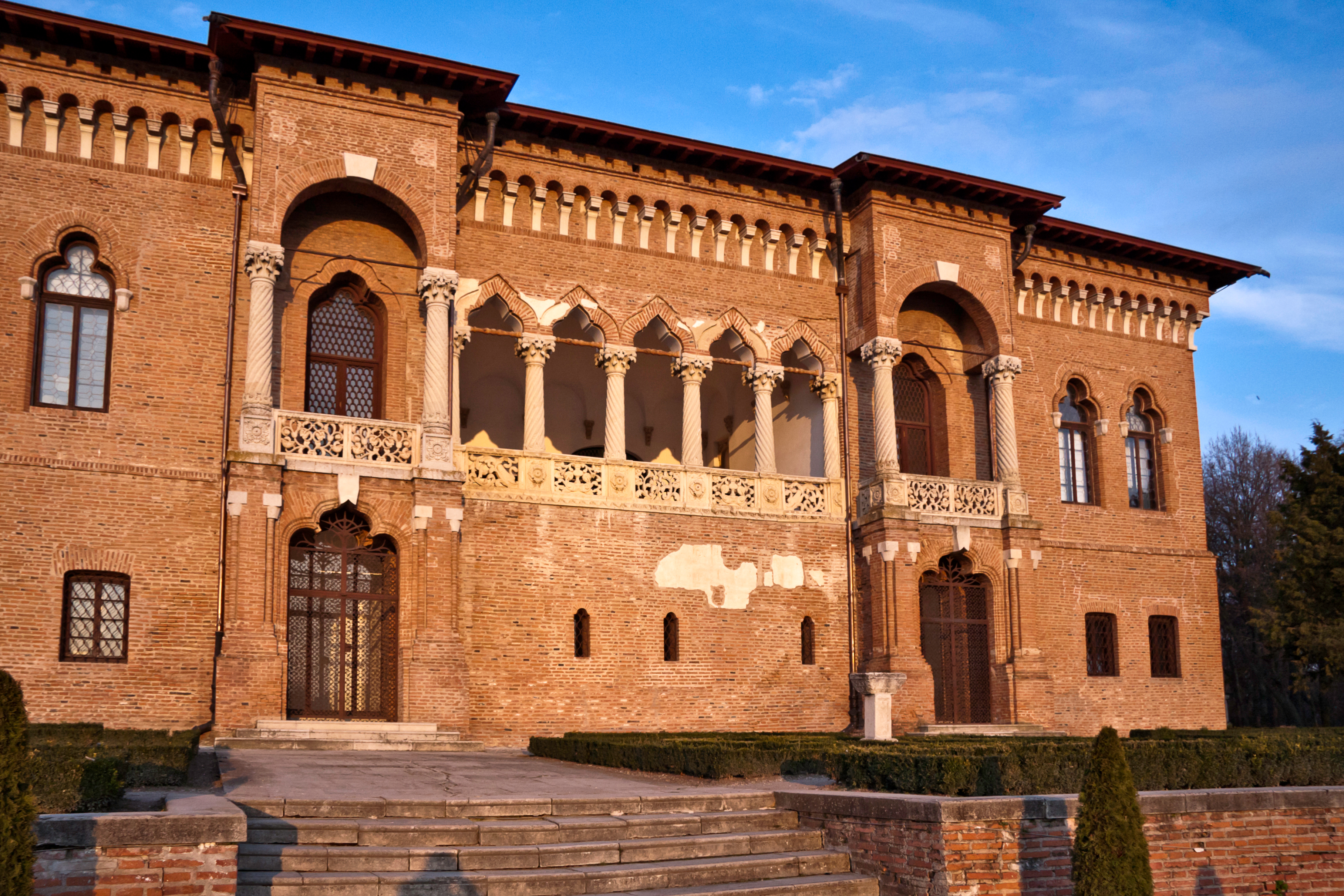
Il Palazzo di Mogoșoaia
Il Palazzo Reale di notte
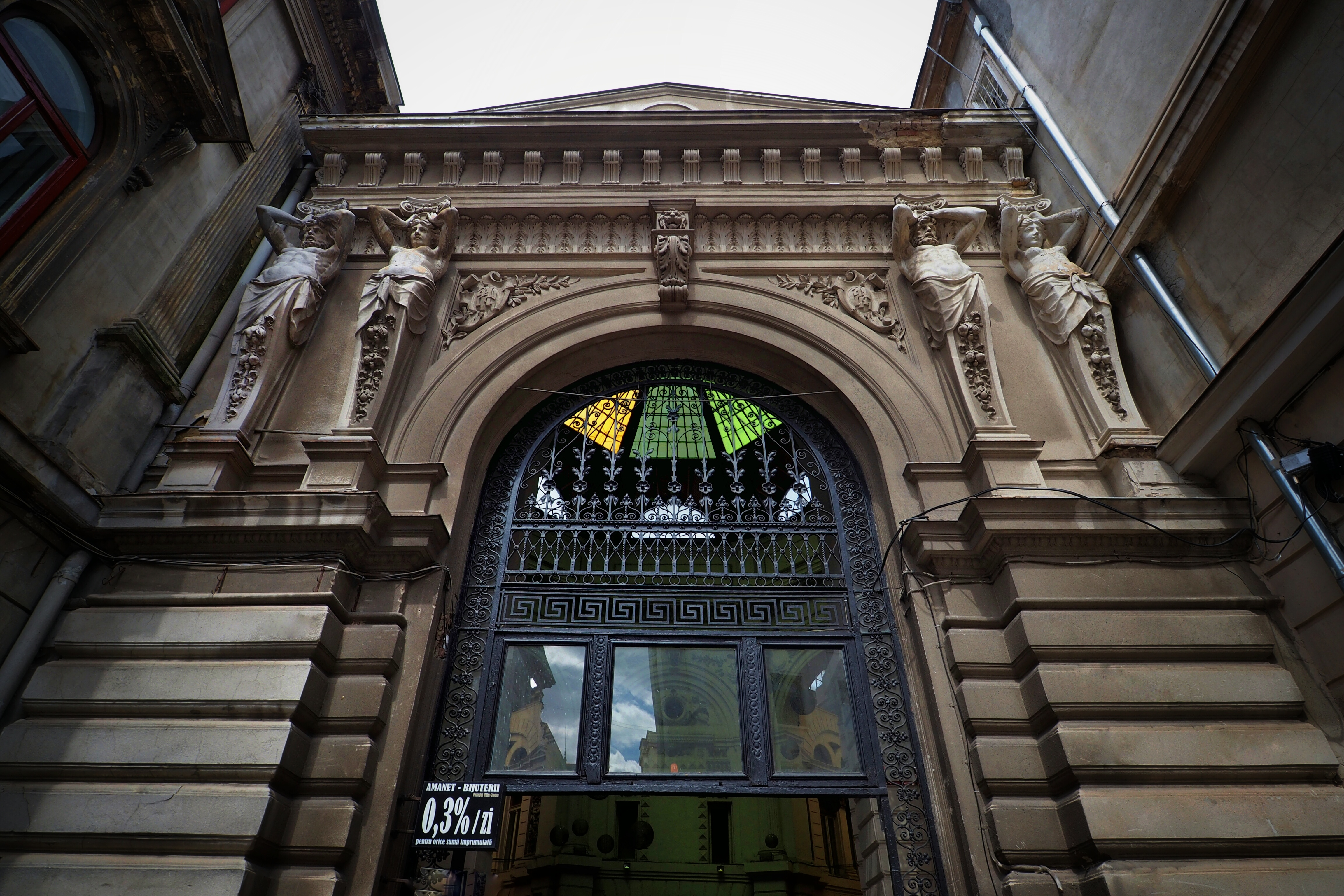
Entrata est del Pasajul Macca-Vilacrosse
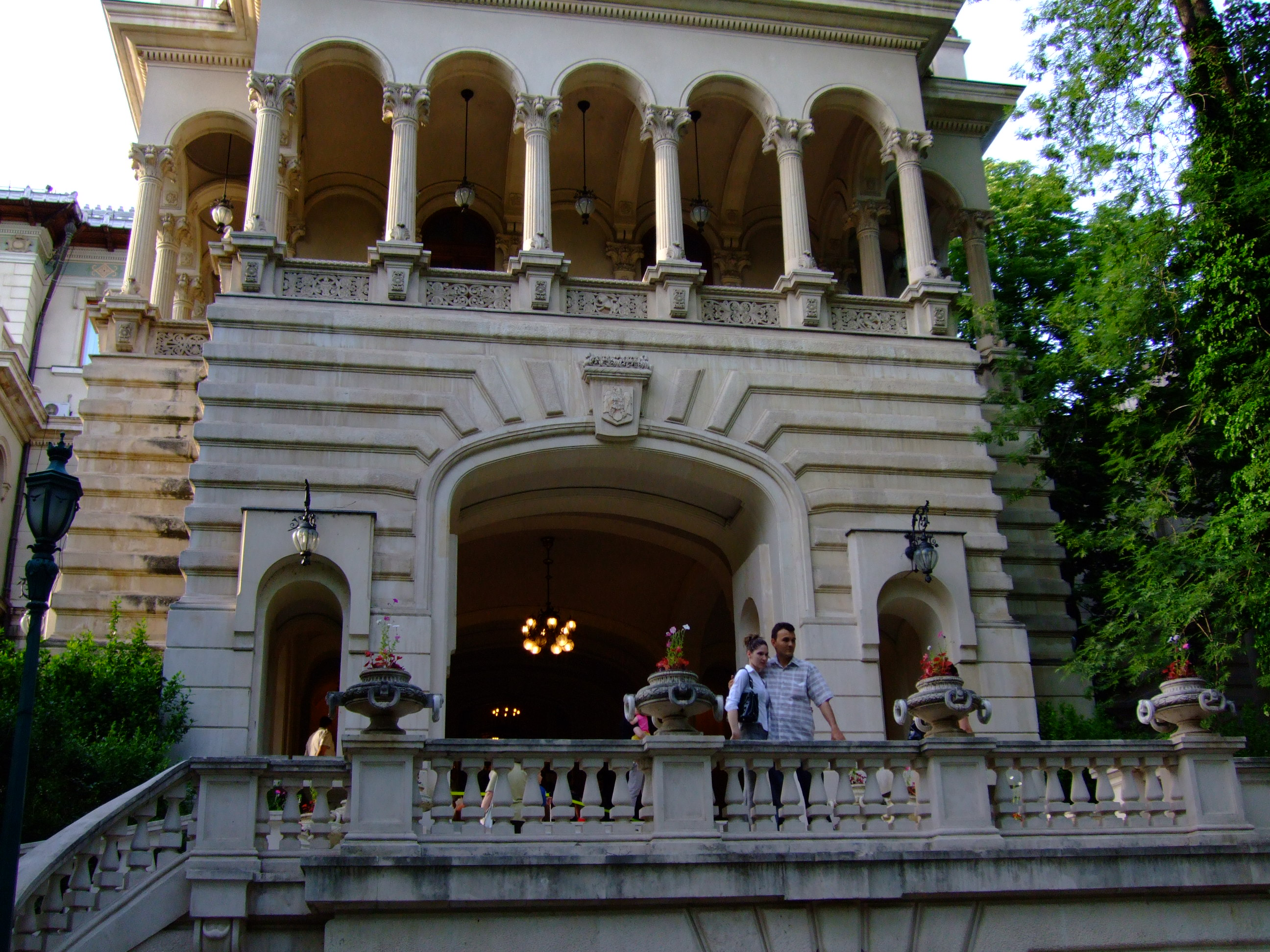
Entrata del Palazzo Cotroceni
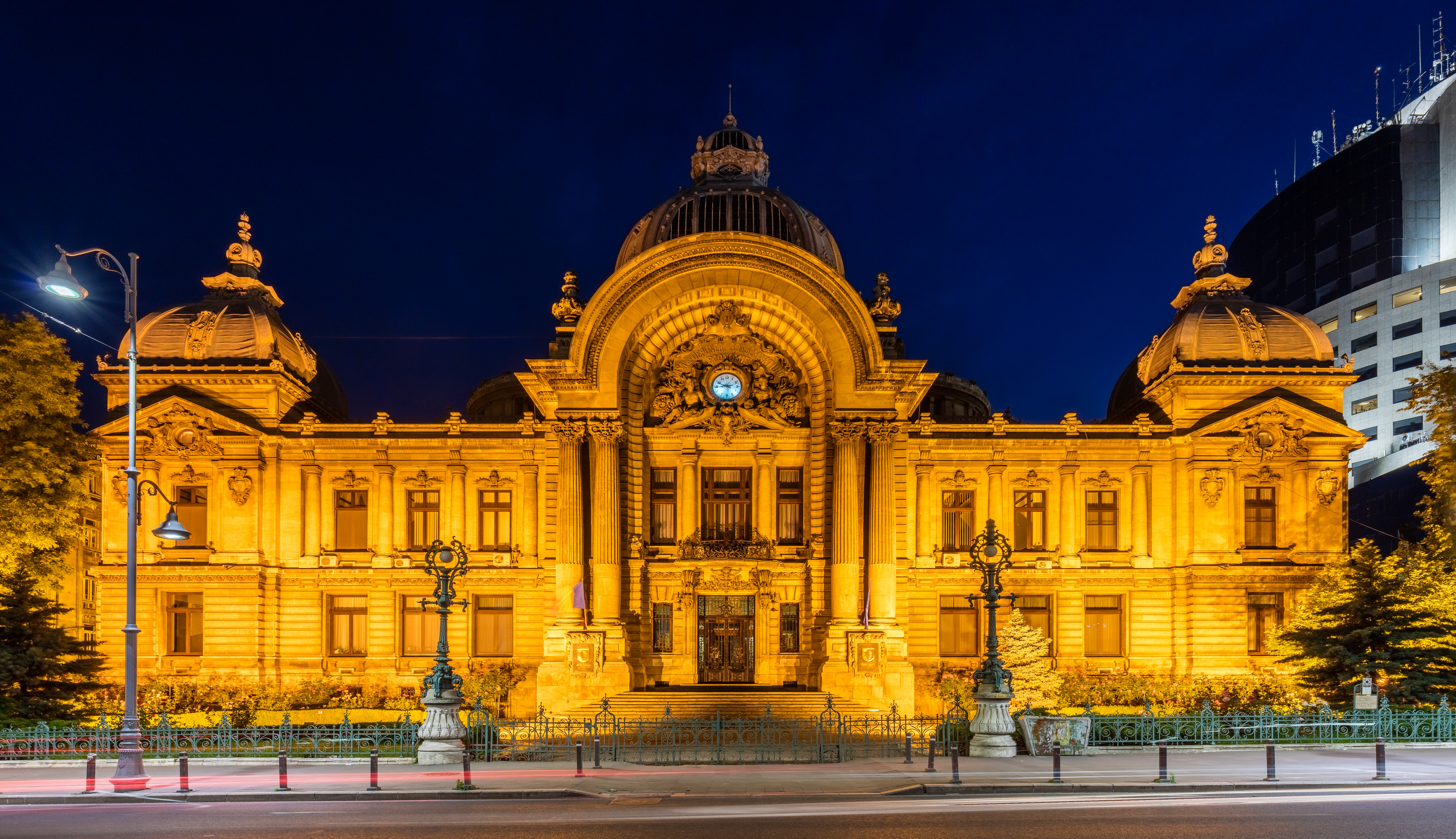
Palazzo CEC di notte
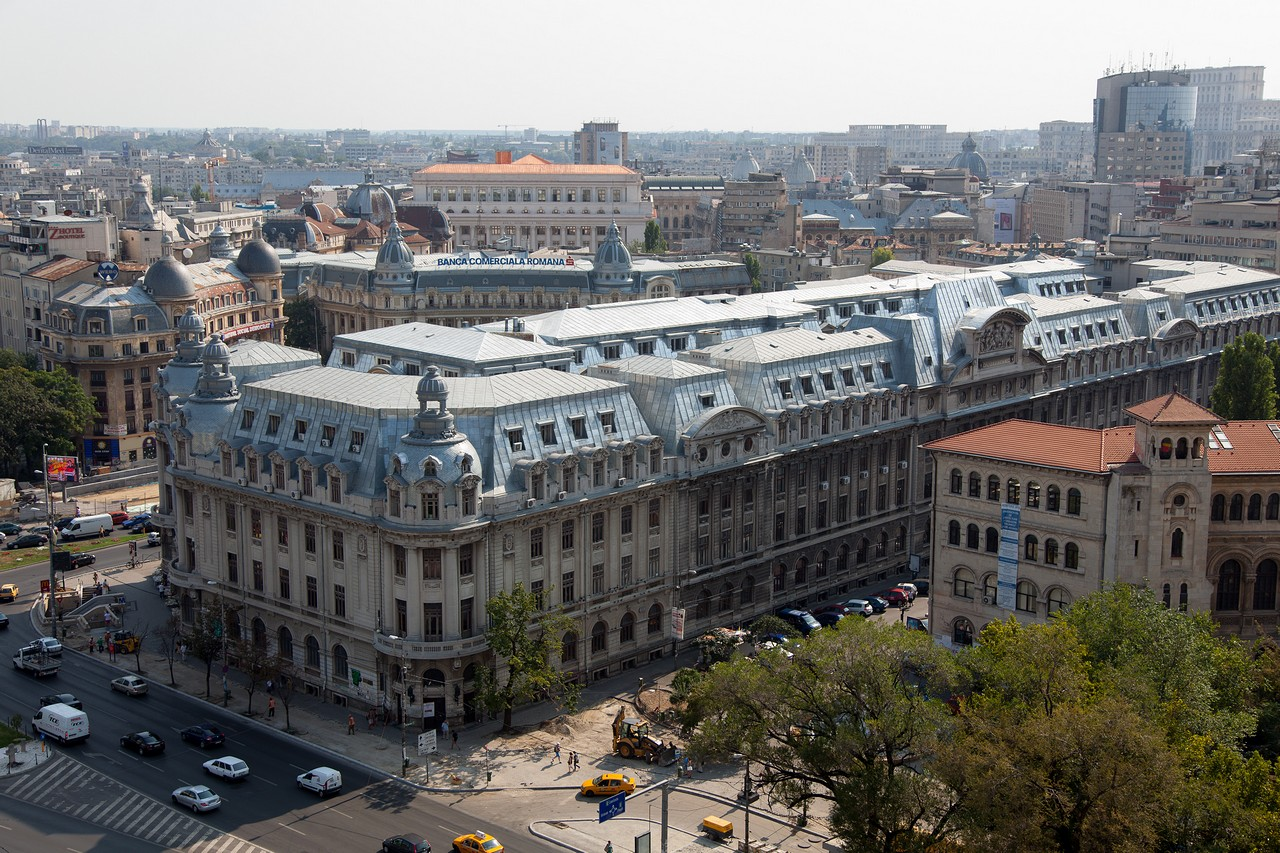
Il palazzo dell'università dall'alto

### Edifici religiosi
- Cattedrale della Salvezza del Popolo: in fase di avanzata costruzione, è la chiesa ortodossa più grande del mondo e la più alta.
- Cattedrale Patriarcale di Bucarest. Fa parte di un vasto complesso architettonico comprendente anche il Palazzo del Patriarcato e la residenza patriarcale. La chiesa venne costruita tra il 1654 e il 1658. Le mura interne della chiesa furono dipinte per la prima volta nel 1665.
- Chiesa Crețulescu. Uno degli edifici religiosi più importanti della città, venne costruito negli anni 1720-1722 dal boiardo Lordache Crețulescu e da sua moglie Safta, figlia del principe Constantin Brâncoveanu, nello stile Brâncoveanu.
- Chiesa Stavropoleos. La chiesa ortodossa del monastero omonimo rappresenta un capolavoro dell'architettura rumena secondo lo stile Brâncoveanu. Venne eretta nel 1724 per volere dell'archimandrita Ioanichie Stratonikeas, poi divenuto metropolita di Stavropol' nel 1726.
- Cattedrale cattolica di San Giuseppe.
- Cattedrale greco-cattolica di San Basilio Magno.
- Chiesa ortodossa russa di san Nicola.
- Chiesa di san Silvestro.
- Nuova chiesa di san Spiridone.
- Chiesa italiana del Santissimo Redentore.
- Chiesa anglicana.
- Chiesa Bucur.
- Chiesa Cașin.
- Monastero Mihai Voda.
- Tempio corale di Bucarest (sinagoga).
- Sinagoga Yeshua Tova.

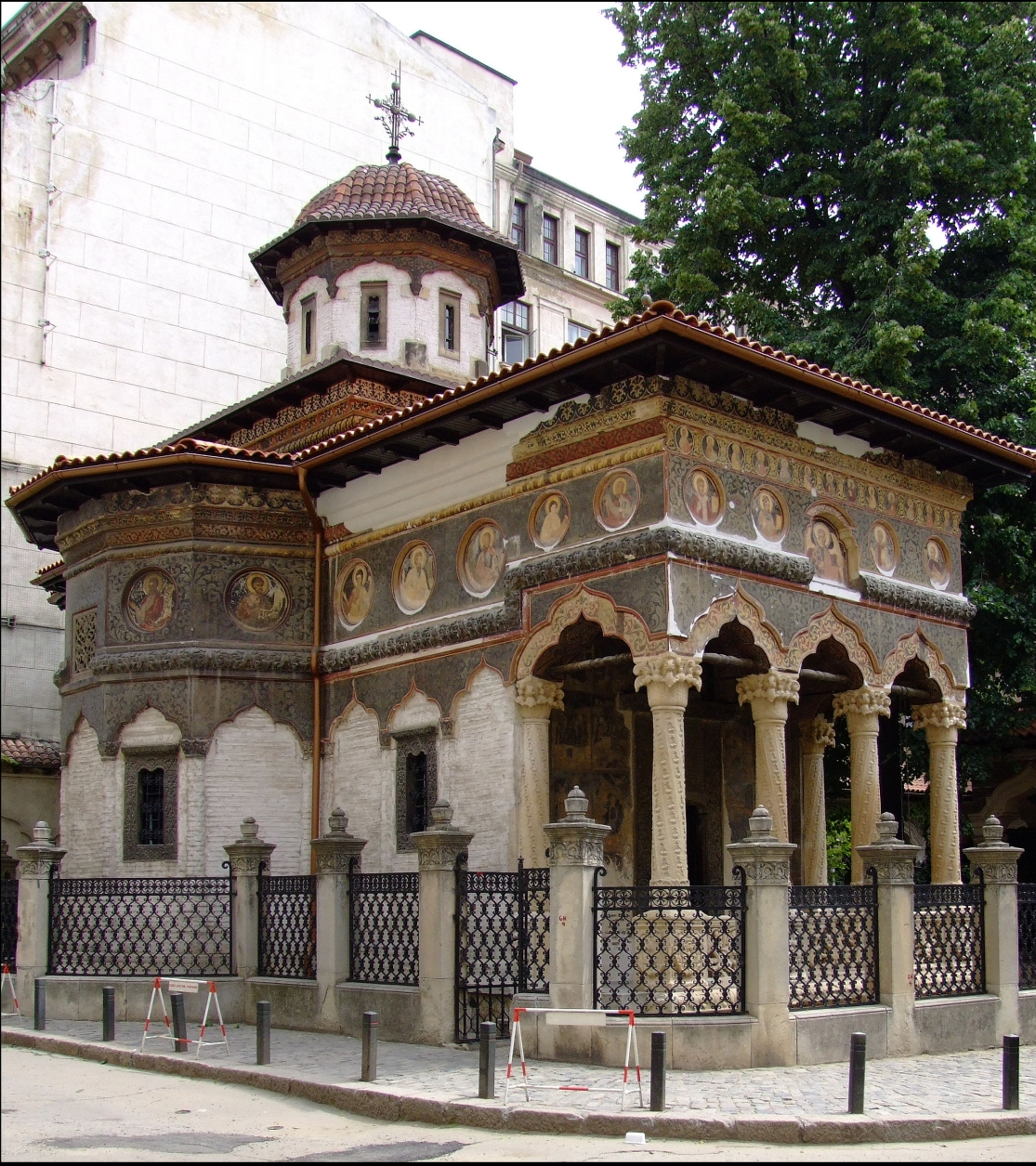
La chiesa Stavropoleos
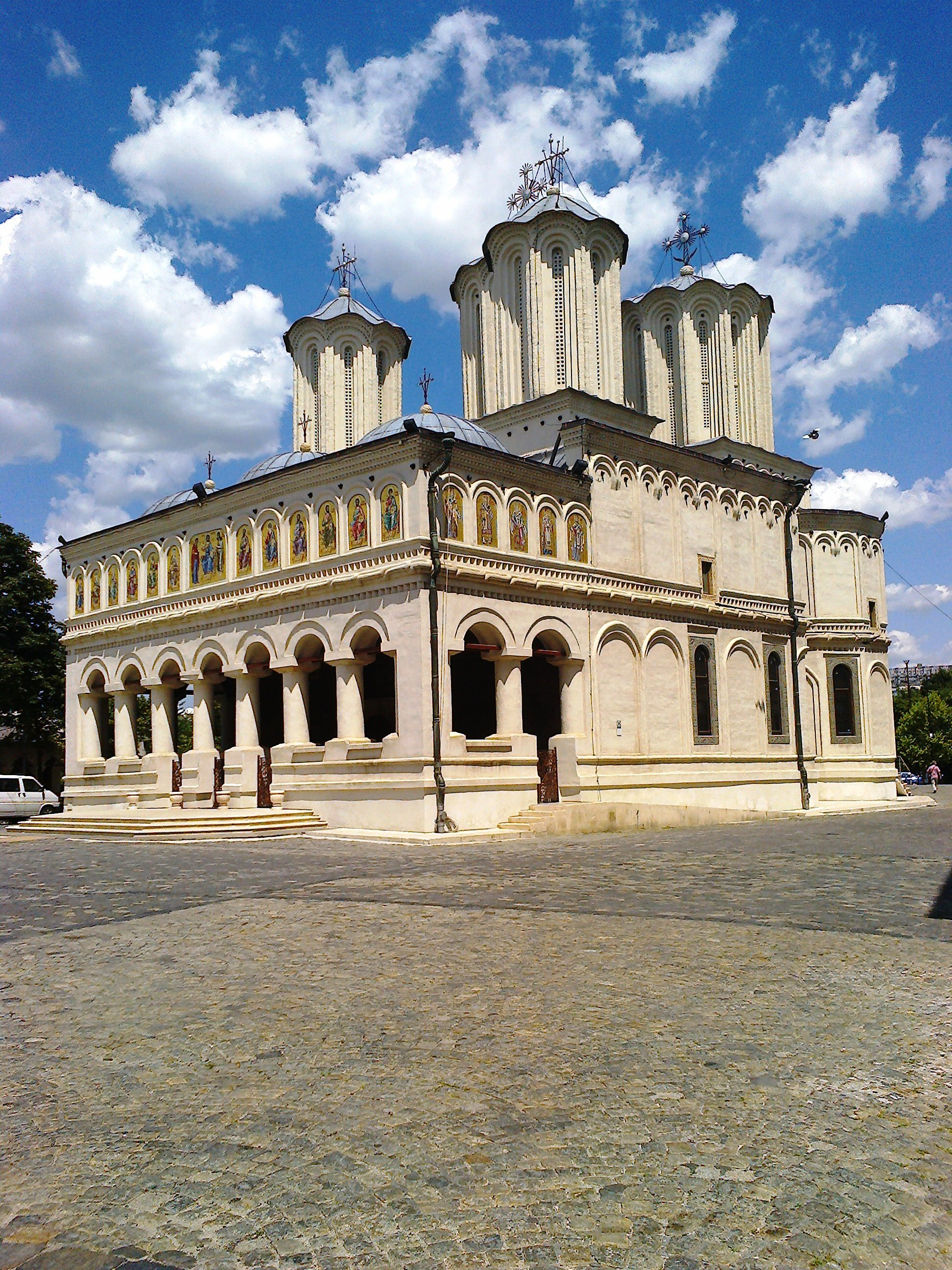
La Cattedrale patriarcale
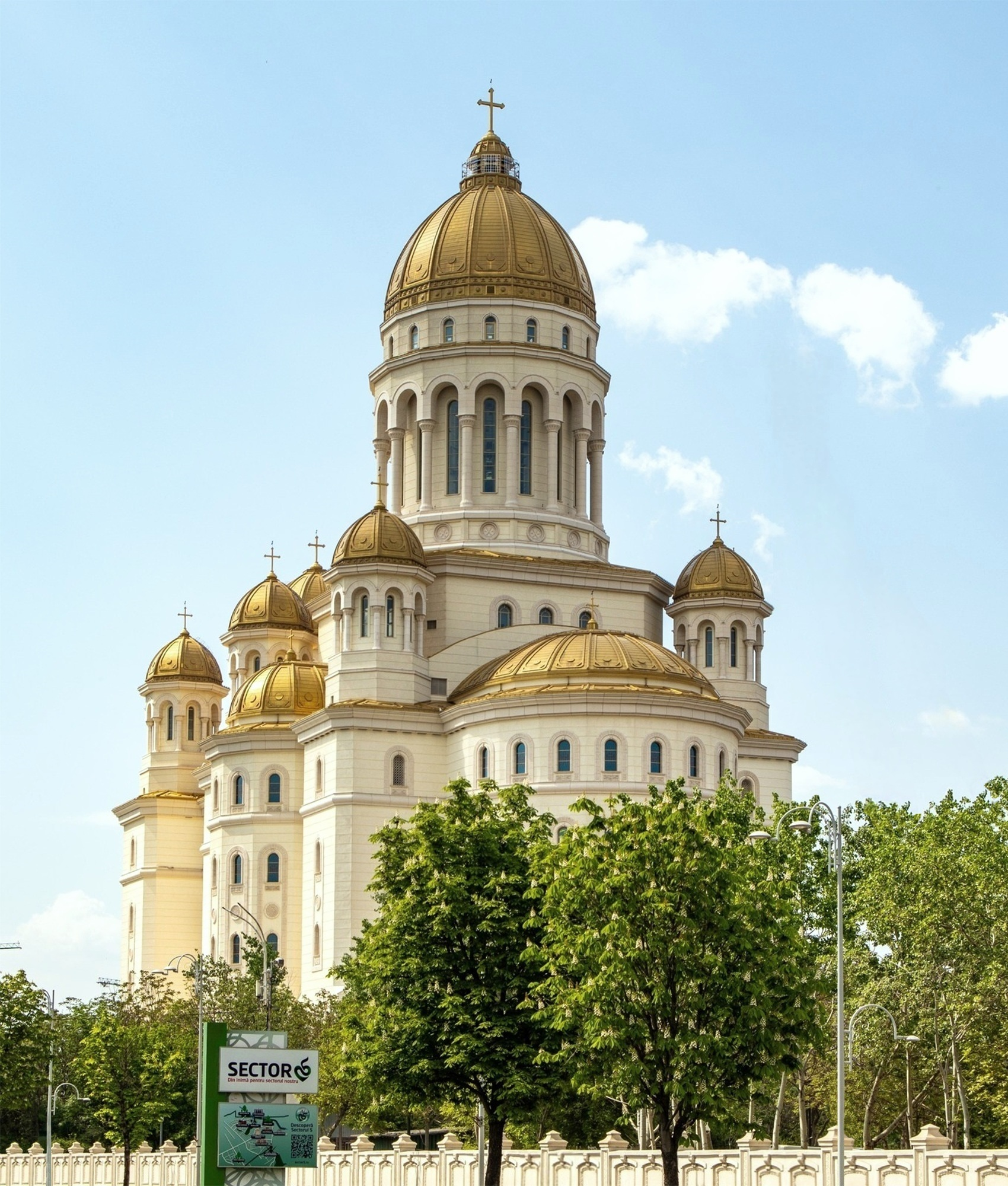
La cattedrale della salvezza del popolo
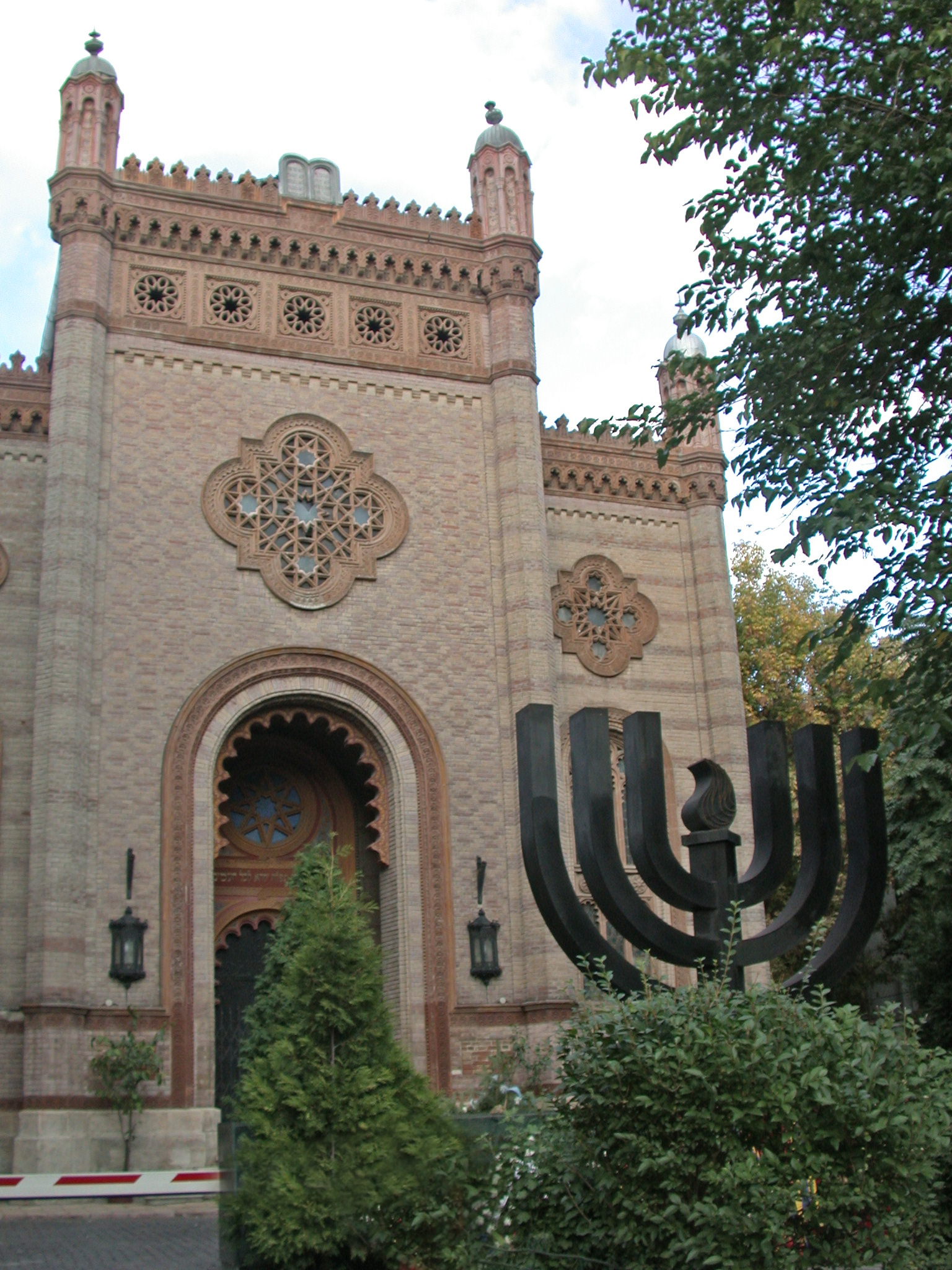
Il Tempio Corale

### Monumenti
- Arco di Trionfo
- Mausoleo degli Eroi (Tomba del Milite Ignoto), nel Parco Carlo I.
- Monumento della Rinascita, in Piazza della rivoluzione.

### Vie e piazze
- Piața Constituției

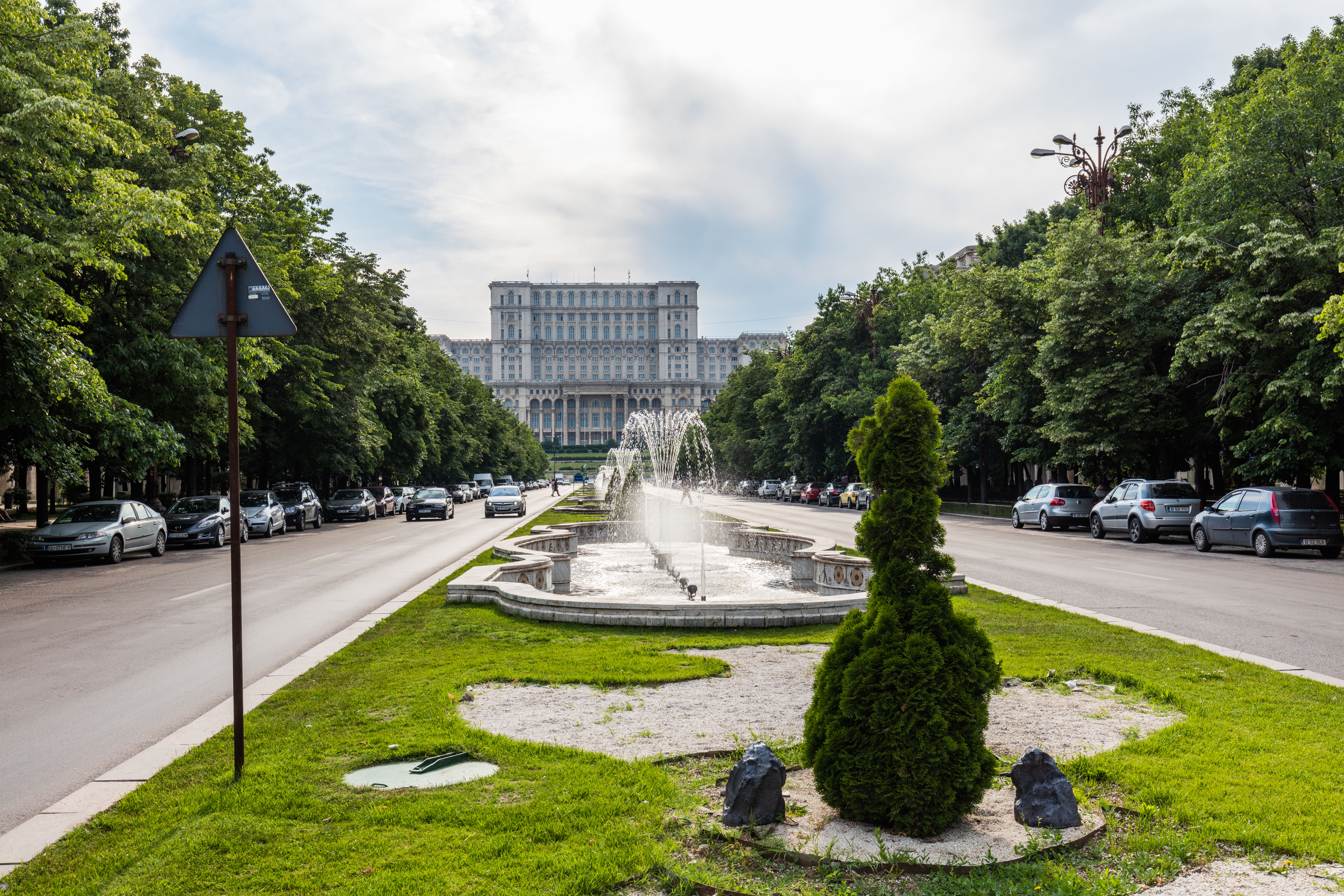
Viale Unirii con il Palazzo del Parlamento sullo sfondo

- Piazza della Rivoluzione (Piața Revoluției)
- Piața Romană
- Piazza Rosetti (Piața C. A. Rosetti)
- Piața Unirii
- Piazza Università (Piaţa Universităţii)
- Piazza della Vittoria (Piața Victoriei)
- Bulevardul Gheorghe Magheru
- Splaiul Independenței
- Șoseaua Kiseleff
- Bulevardul Unirii
- Calea Victoriei

## Cultura

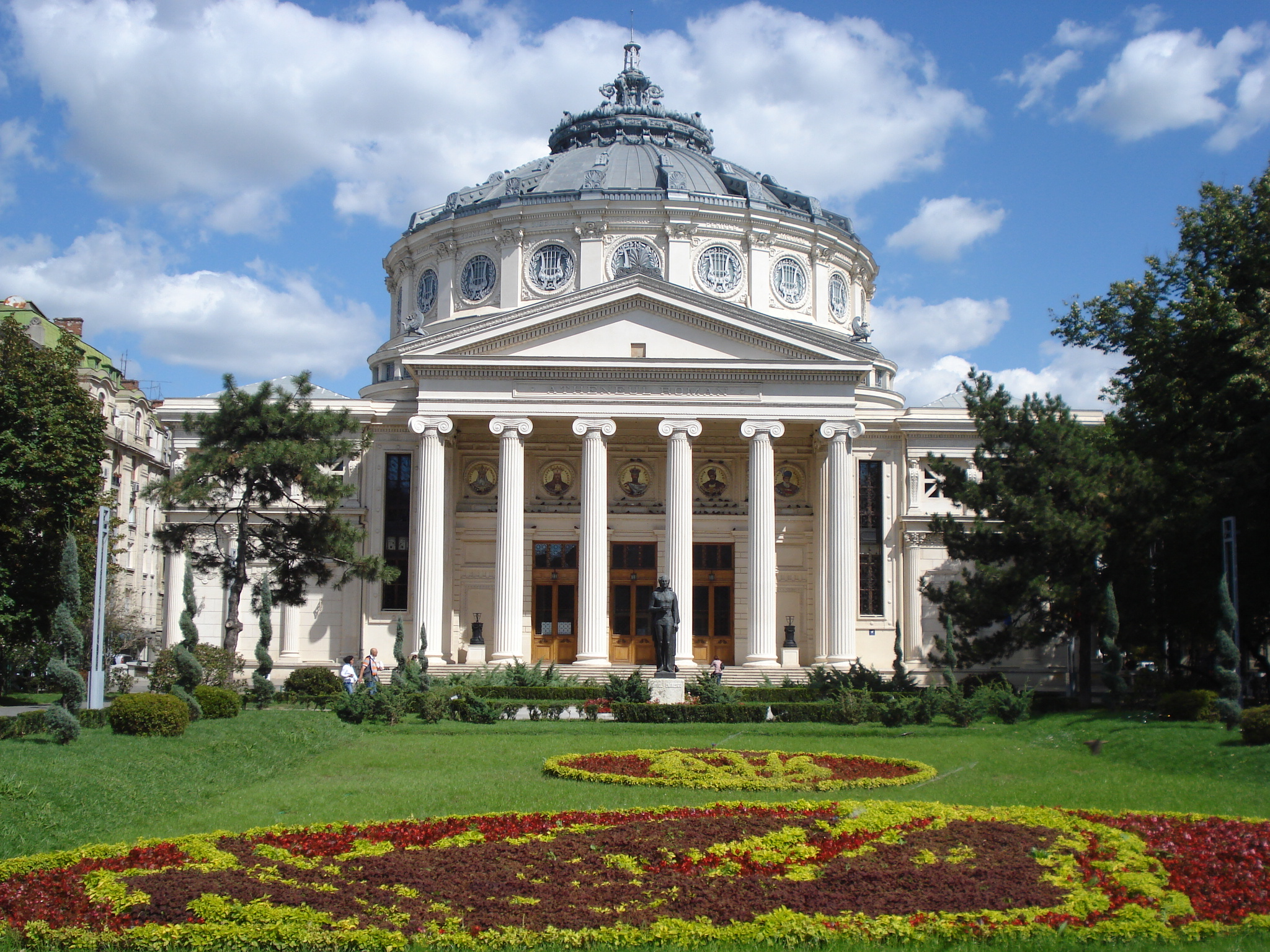
Le forme armoniche dell'ateneo romeno, costruzione in stile neoclassico

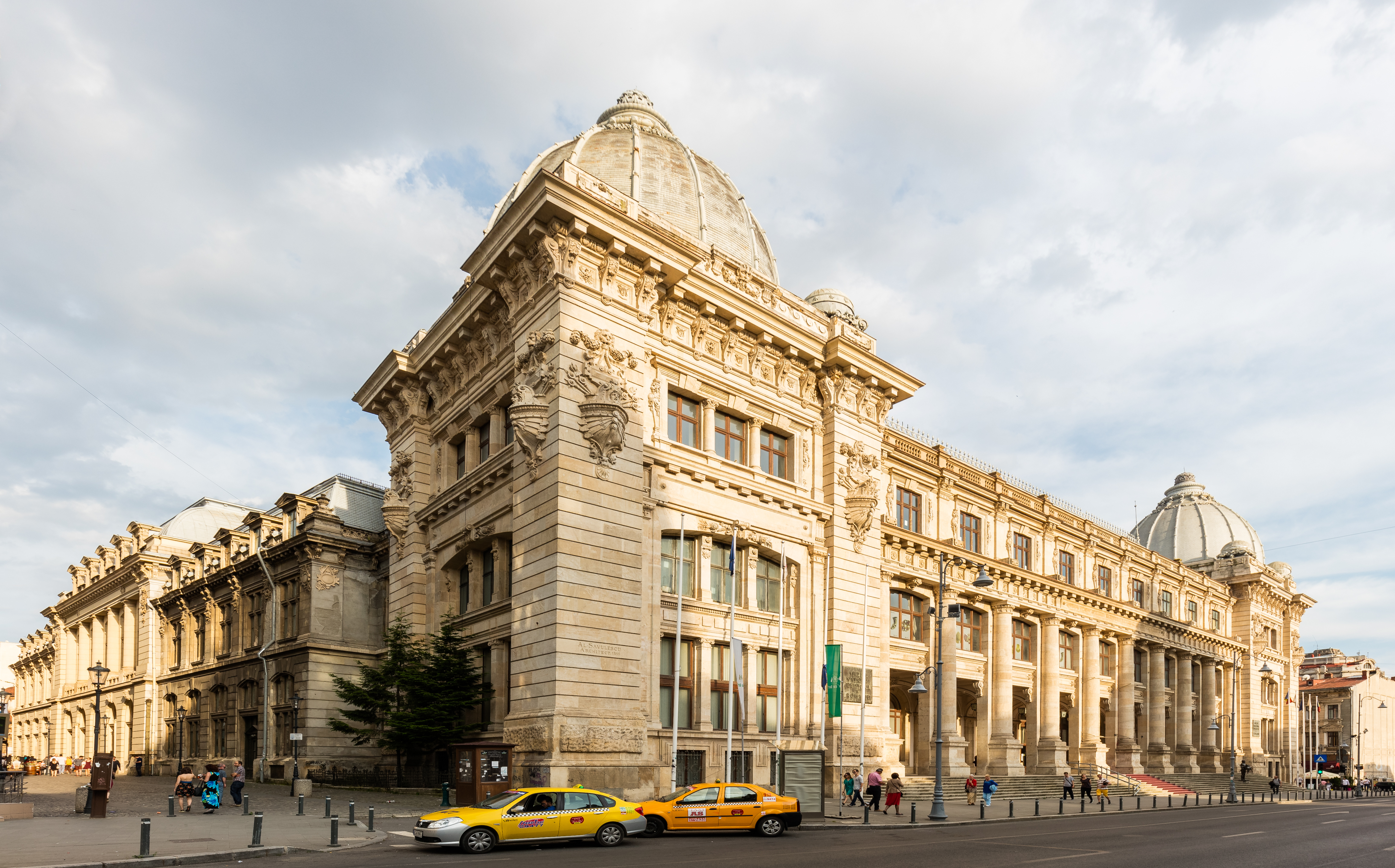
Museo nazionale di storia della Romania

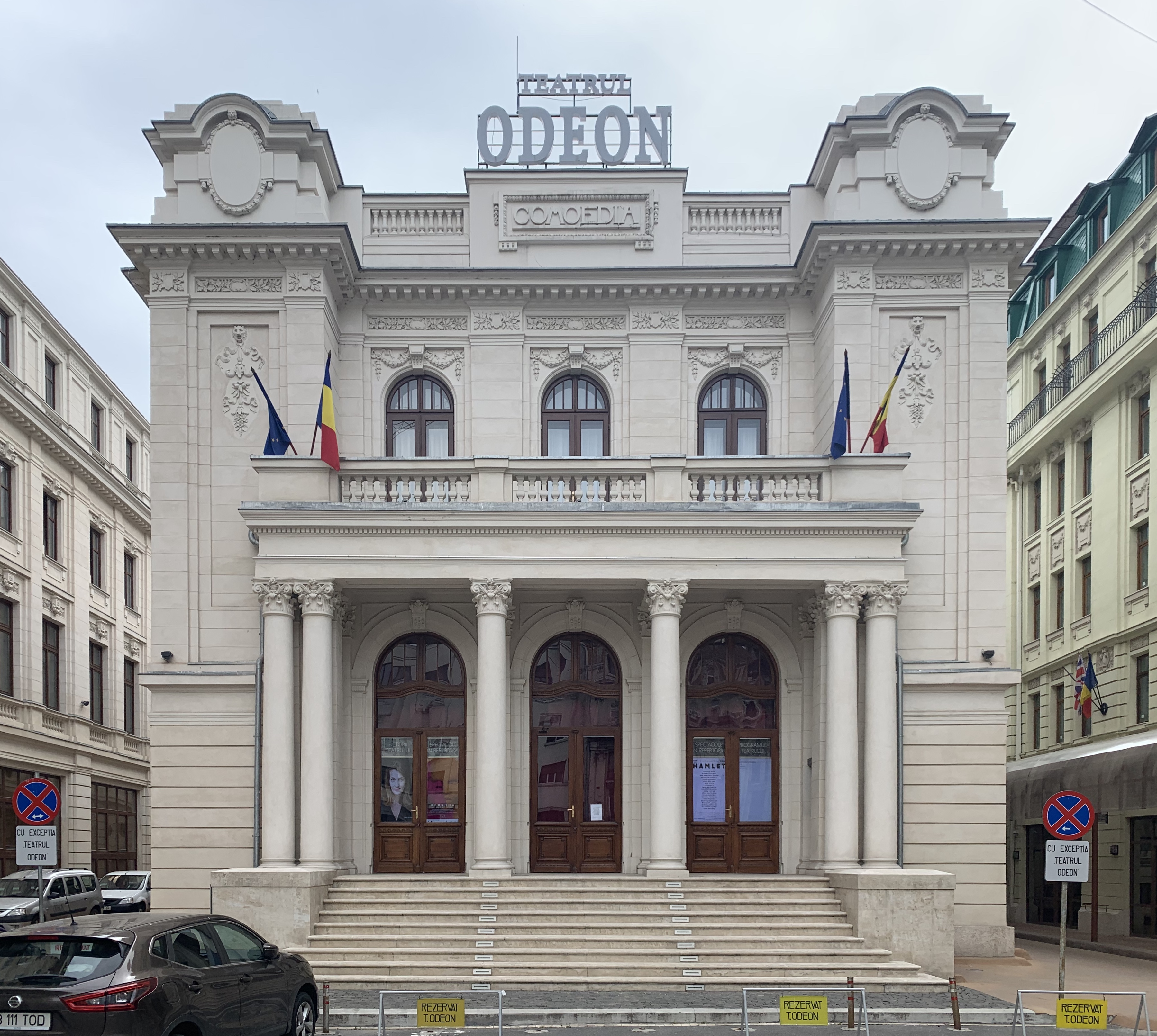
Il teatro Odeon

### Università
- Università di Bucarest
- Università Politecnica di Bucarest
- Università di scienze agronomiche e di medicina veterinaria
- Università di architettura e urbanistica "Ion Mincu"

### Biblioteche
- Biblioteca nazionale romena
- Biblioteca centrale universitaria

### Musei
- Museo nazionale Cotroceni
- Museo nazionale d'arte della Romania
- Museo nazionale di storia della Romania
- Museo nazionale del contadino romeno
- Museo nazionale di arte contemporanea
- Curtea Veche
- Museo geologico
- Museo nazionale militare
- Museo nazionale del villaggio "Dimitrie Gusti"
- Museo ebraico
- Museo nazionale dell'aviazione rumena
- Museo nazionale di storia naturale "Grigore Antipa"
- Museo Municipale di Bucarest
- Museo Zambaccian

### Teatri
- Teatro Nazionale di Bucarest
- Ateneo rumeno (sala concerti)
- Teatro statale ebraico
- Opera nazionale romena
- Teatro Odeon

### Stampa
A Bucarest hanno sede i maggiori quotidiani romeni, tra i quali Adevărul, Azi, Gândul, Jurnalul Național, Evenimentul zilei, e lo sportivo Gazeta Sporturilor. In città ha inoltre la sua sede la casa editrice Nemira, fondata nel 1989.

### Parchi

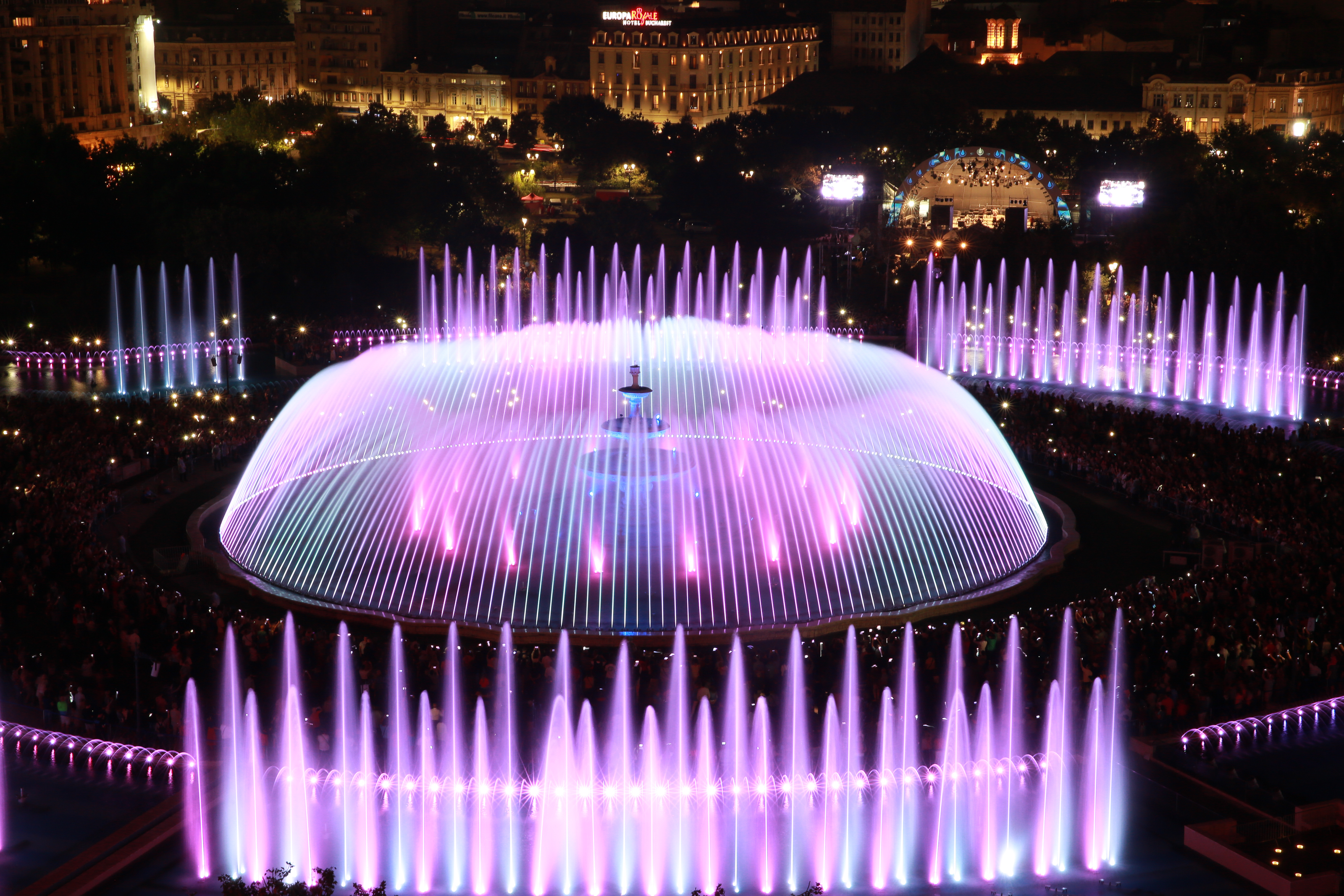
Fontane luminose di Piața Unirii

- Il Parco Tineretului si trova a breve distanza da Union Square e il centro della città. Con una superficie di circa 200 ettari è tra i parchi più grandi di Bucarest.
- Il Parco Herăstrău si trova nella zona nord della città e circonda il Lago Herăstrău.
- Parco Cișmigiu
- Parco Kiseleff
- Parco Carol I

## Società

### Evoluzione demografica
La popolazione è cresciuta molto rapidamente negli ultimi due secoli ma sta subendo una fase d'arresto dalla seconda metà degli anni 1990. Tuttavia dal 2002 la popolazione ha ricominciato a risalire, passando da 1,926 milioni del 2002 a 1,944 milioni di abitanti nel 2009. Il calo della popolazione del comune di Bucarest negli ultimi anni si deve anche alla ricerca di abitazioni nuove e più economiche fuori dalla città e nello specifico nei centri abitati del distretto di Ilfov che invece stanno crescendo in modo esponenziale.
Sotto, i dati del numero di abitanti della città dal 1798 al 2021:
Abitanti censiti (migliaia)

## Geografia antropica

### Suddivisioni amministrative
La città è suddivisa in sei settori amministrativi (sector in rumeno), ciascuno dei quali ha un proprio sindaco e un proprio consiglio, che si occupano di questioni locali (strade secondarie, parchi, scuole e servizi di pulizia). Anche i consigli dei settori sono eletti ogni quattro anni nell'ambito delle elezioni comunali. Ciascuno di essi comprende inoltre diversi quartieri informali (cartiere in rumeno), che non hanno funzioni amministrative.
| Settori amministrativi di Bucarest | Nome      | Quartieri | Superficie (km²) | Abitanti |
| Settori amministrativi di Bucarest | Settore 1 | Dorobanți, Băneasa, Aviației, Pipera, Aviatorilor, Primăverii, Romanǎ, Victoriei, Herǎstrǎu, Bucureștii Noi, Dǎmǎroaia, Strǎulești, Chitila, Grivița, 1 Mai, Pajura, Domenii e una piccola parte di Giulești, la zona dove sorge lo stadio Rapid-Giulești | 67,5             | 227 717  |
| Settori amministrativi di Bucarest | Settore 2 | Pantelimon, Colentina, Iancului, Tei, Floreasca, Moșilor, Obor, Vatra Luminoasă, Fundeni, Ștefan cel Mare | 38               | 357 338  |
| Settori amministrativi di Bucarest | Settore 3 | Vitan, Dudești, Titan, Centrul Civic, Balta Albă, Dristor, Lipscani, Muncii, Unirii | 34               | 399 231  |
| Settori amministrativi di Bucarest | Settore 4 | Berceni, Olteniței, Văcărești, Timpuri Noi, Tineretului | 34               | 300 331  |
| Settori amministrativi di Bucarest | Settore 5 | Rahova, Ferentari, Giurgiului, Cotroceni, 13 Septembrie, Dealul Spirii | 32               | 288 690  |
| Settori amministrativi di Bucarest | Settore 6 | Giulești, Crângași, Drumul Taberei, Militari, Grozǎvești, anche conosciuto come Regie, Ghencea | 30               | 371 060  |

Il comune di Bucarest e il circostante distretto di Ilfov costituiscono una delle regioni di sviluppo della Romania (Regione di sviluppo București-Ilfov), utilizzate dalla Romania e dall'Unione europea a fini statistici, ma prive di valenza amministrativa.

## Economia

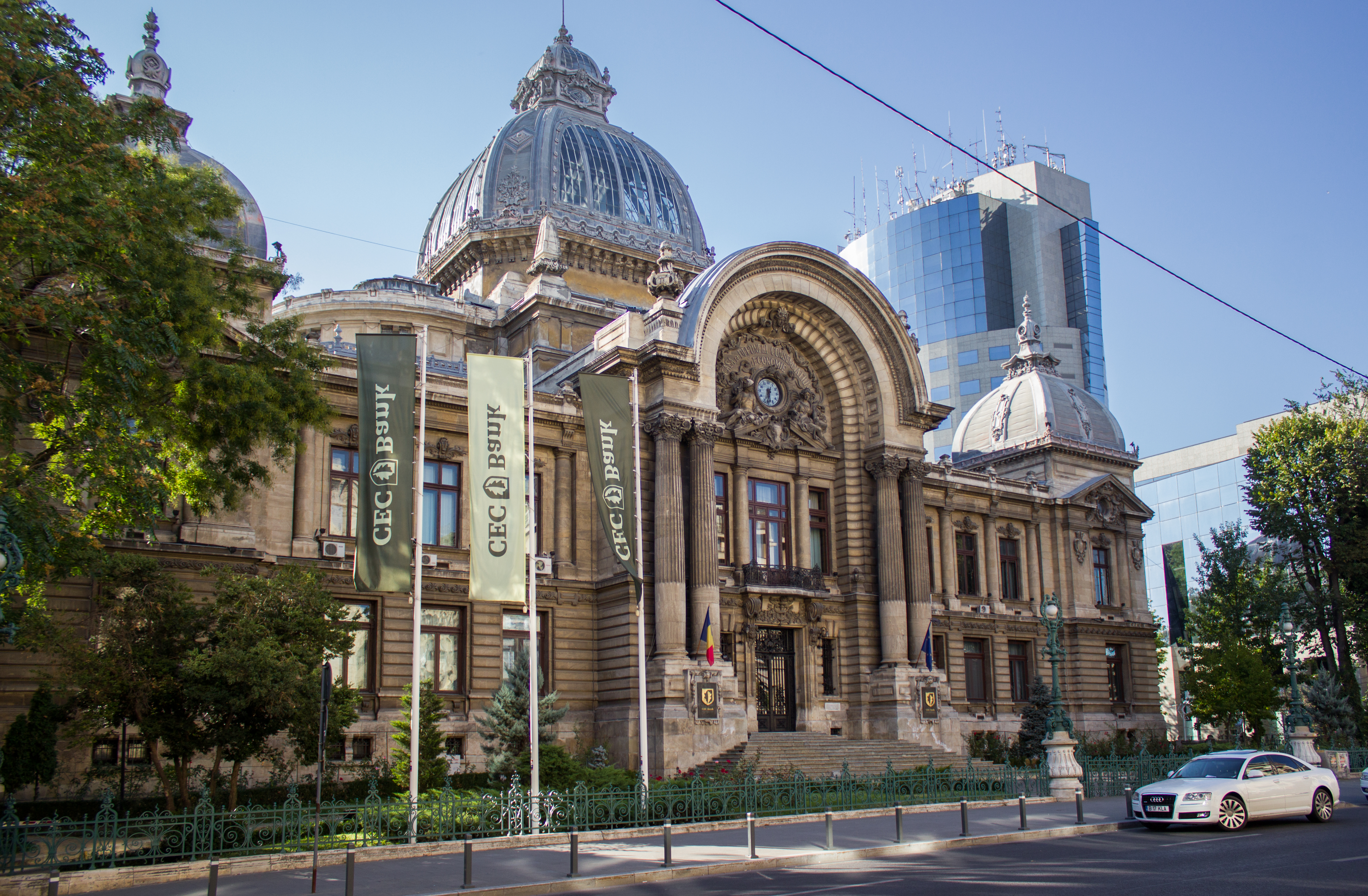
Vecchia sede della banca CEC con a fianco il Bucharest Financial Plaza (destra)

La città possiede il 21% della produzione industriale del paese. Bucarest è il più importante nodo ferroviario, stradale e aereo del paese, e circa un terzo delle entrate tributarie provengono da cittadini e aziende con sede nella capitale rumena. Il Pil pro capite medio della città è circa il doppio di quello registrato nel resto della Romania (dati Eurostat).
La città ha conosciuto un importante progresso economico in particolare a partire dal 2005, grazie a un rapido sviluppo delle costruzioni immobiliari, di uffici o centri commerciali. È presente la Borsa di Bucarest (BVB - Bursa de Valori București), la più importante del paese. Il più importante mercato cittadino è quello di Obor, ospitato in un edificio rimodernato che sorge nello stesso punto dove si svolgeva tradizionalmente il mercato all'aperto; a partire dalla fine del XX secolo è avvenuto un boom degli ipermercati tra cui Carrefour e Metro AG, mentre per quanto riguarda i centri commerciali, sono stati costruiti i seguenti: AFI Palace Cotroceni, Sun Plaza, Băneasa Shopping City, Bucharest Mall, Plaza Romania, City Mall, Jolie Ville Galleria, Liberty Center, Unirea Shopping Center e molti altri minori.
Nella città si trovano inoltre i quartier generali delle compagnie aeree Air Bucharest e Blue Air.

IBM Bucharest
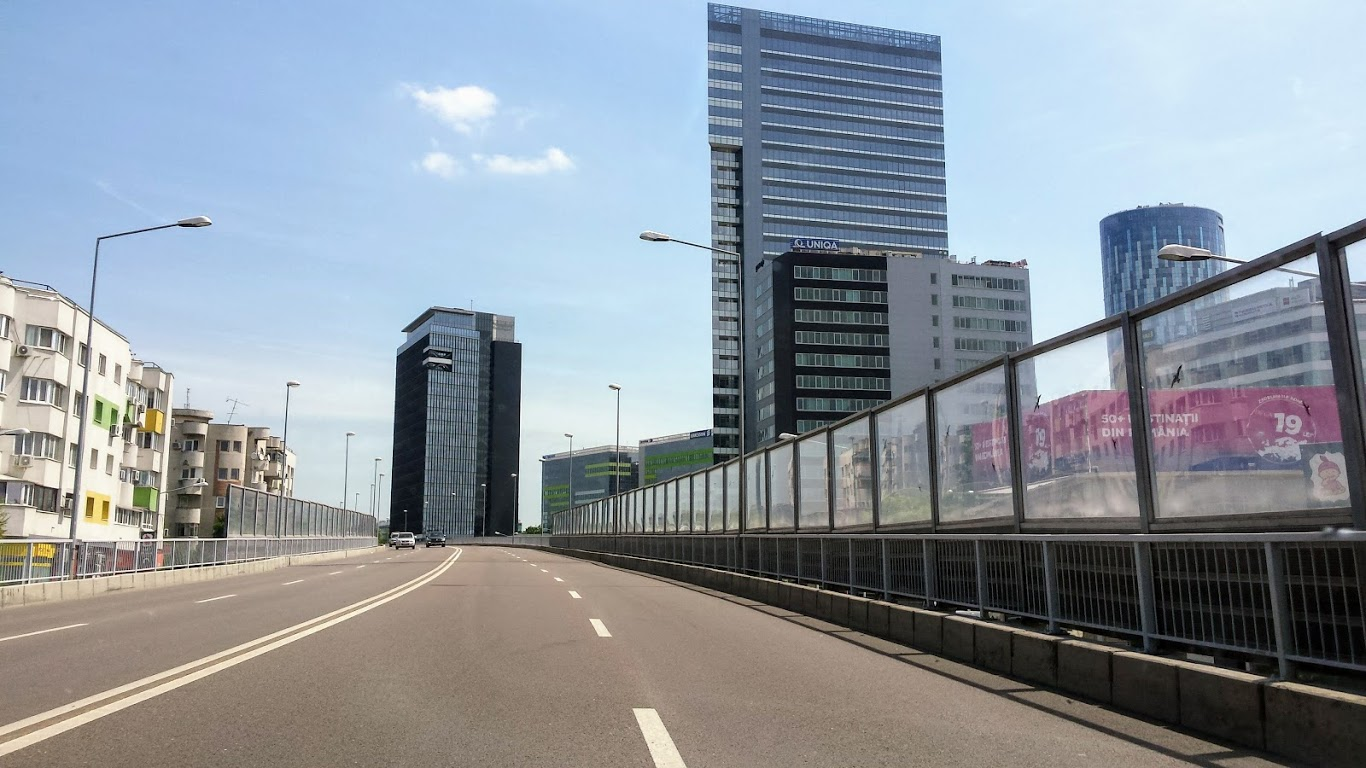
Grattacieli di Pipera, inclusa la Nusco Tower (sede di Oracle)
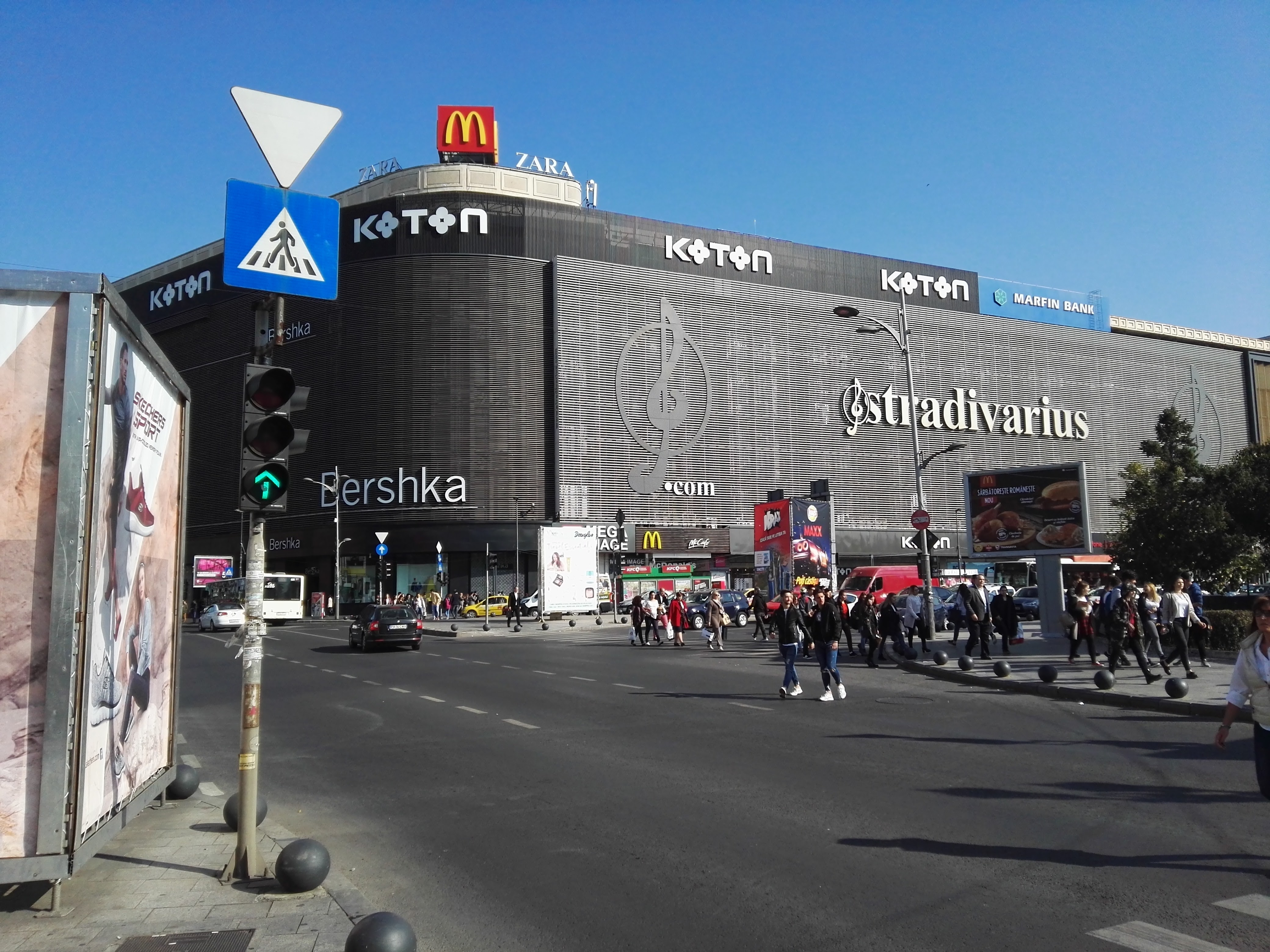
Unirea Shopping Center
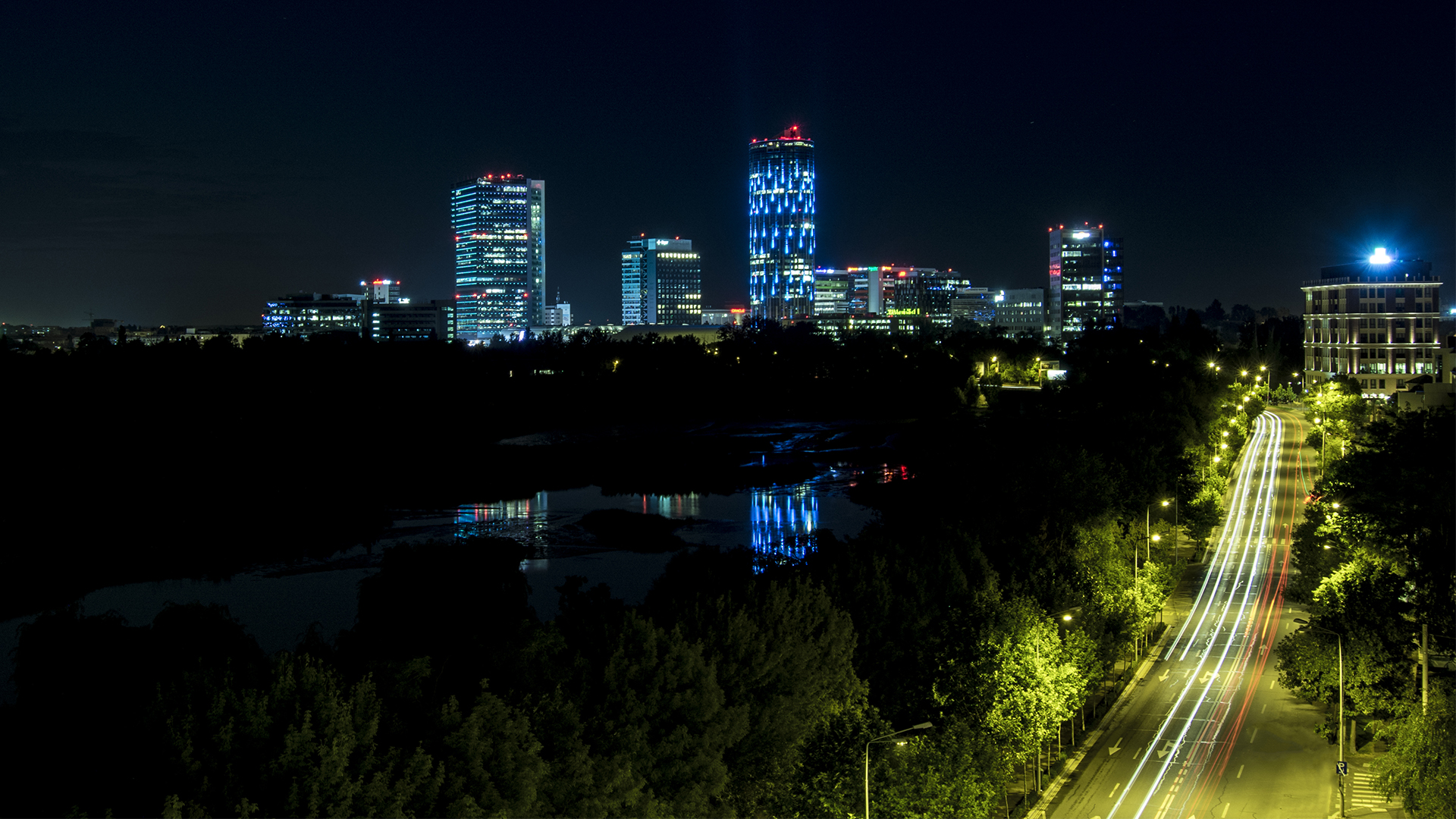
Vista notturna

## Infrastrutture e trasporti

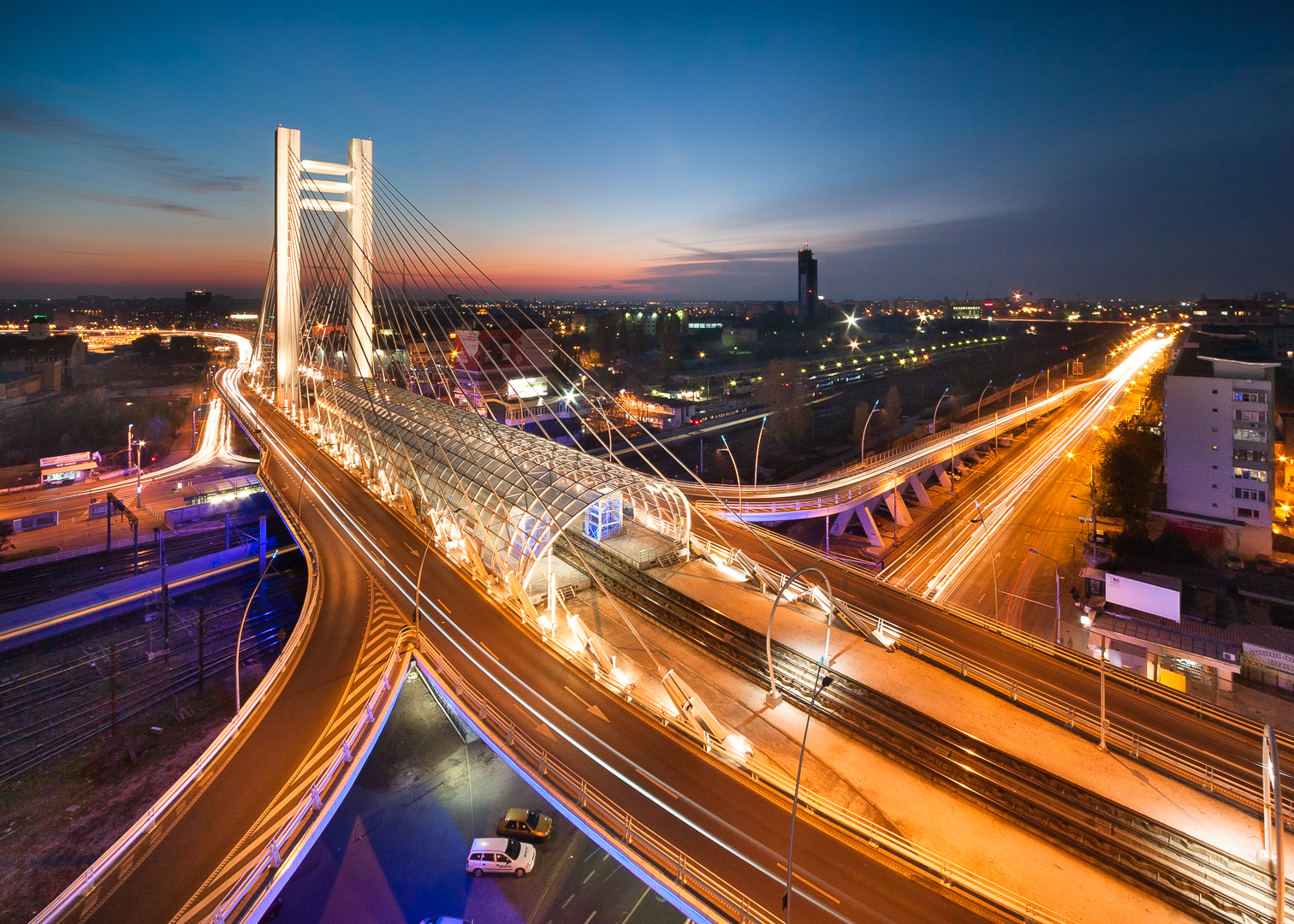
Ponte Basarab, progettato da Javier Manterola e costruito da FCC e Astaldi. È un nodo intermodale in quanto sul piano superiore presenta una stazione della linea 1 della rete tranviaria cittadina mentre sul piano stradale sottostante c'è la stazione Basarab della metropolitana.

### Strade
Bucarest ha la maggiore rete di trasporti della Romania e una delle maggiori dell'Europa centrale e orientale. Dalla capitale si diramano le principali autostrade della nazione, le A1, A2 e A3. Intorno alla città vi è poi la Cintura di Bucarest che funge da raccordo anulare.

### Ferrovie
Bucarest è il principale nodo ferroviario della società nazionale CFR, acronimo di Căile Ferate Române, le ferrovie romene. La più importante stazione ferroviaria di Bucarest è Gara de Nord, da dove partono e arrivano giornalmente circa 283 treni per il traffico passeggeri dell'operatore pubblico CFR Călători e due dell'operatore privato Regiotrans, treni provenienti da diverse località rumene e da città europee come: Belgrado, Budapest, Sofia, Vienna, Venezia, Monaco di Baviera, Praga, Bratislava, Cracovia, Chișinău, Kiev, Salonicco, Atene, Mosca, Istanbul.
Altre stazioni sono: Basarab, Băneasa, Obor, Progresul, Titan Sud. Dalla città partono cinque linee ferroviarie principali: la 300 (București-Oradea), la 500 (București-Bacău-Suceava-Verești), la 700 (București—Brăila-Galați), la 800 (București-Constanța), la 900 (București-Drobeta-Turnu Severin-Timișoara-Jimbolia) e altre tre linee secondarie: la 901 (București-Pitești-Craiova), la 902 (București-Giurgiu) e la 903 (București-Oltenița).

### Mobilità urbana

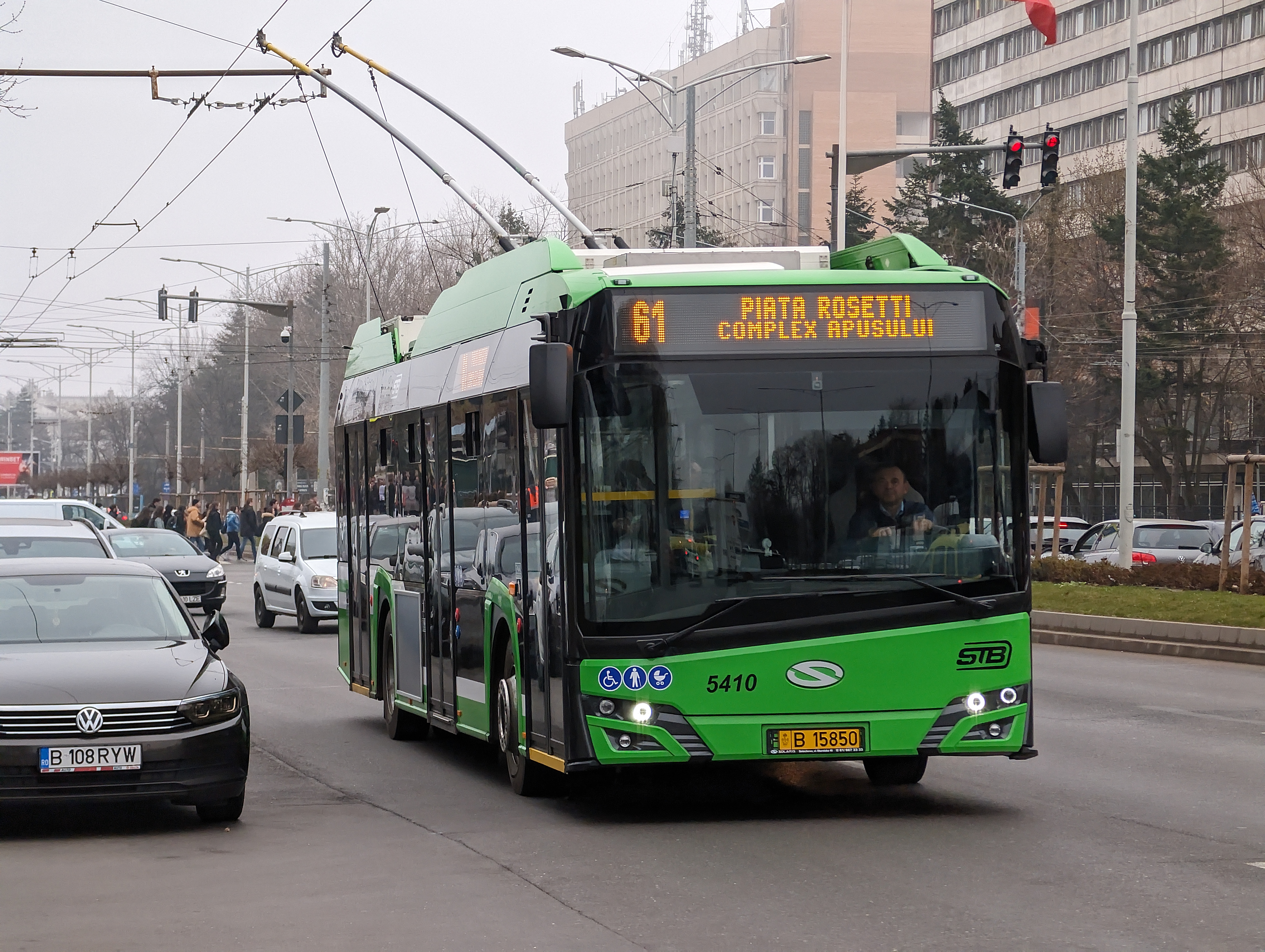
Filobus Solaris Trollino della STB

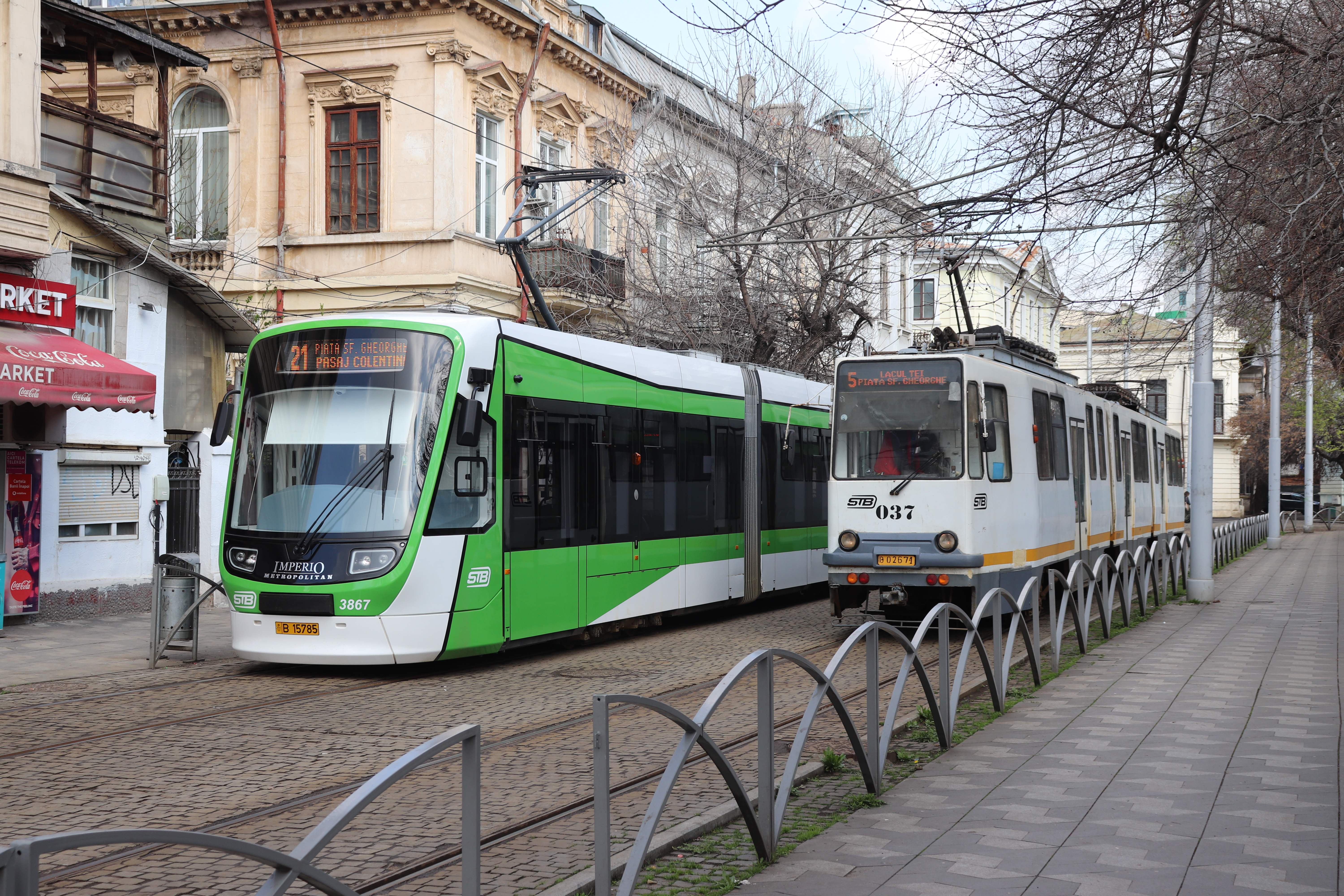
Tram di Bucarest a confronto

#### Trasporti di superficie
La rete urbana di Bucarest è servita da una rete di autobus, filobus e tram gestiti dalla società STB.

#### Metropolitana
La metropolitana di Bucarest è lunga 86,6 km ed è costituita da 78 stazioni, ha cinque linee già in funzione (M1, M2, M3, M4 e M5) e una sesta finanziata in fase di costruzione. È gestita dall'azienda Metrorex.

### Aeroporti
Gli aeroporti cittadini sono due:
- L'Aeroporto Henri Coandă (codice ICAO: LROP - codice IATA: OTP) situato nel vicino paese di Otopeni poco a nord della città, smista il traffico internazionale delle grandi compagnie aeree e attualmente è l'unico aeroporto attivo;
- L'Aeroporto Aurel Vlaicu (codice ICAO: LRBS - codice IATA: BBU) un tempo dedicato al traffico aereo governativo e locale, in seguito è diventato la base per i voli low-cost; dal marzo 2012 è stato chiuso anche al traffico delle low-cost (dirottate su Otopeni), in attesa che ne sia definito il ruolo.

Gli aeroporti sono collegati alla città attraverso treni, autobus e taxi e maxi-taxi privati.
Era previsto nel corso del 2011 l'inizio dei lavori per la realizzazione del collegamento dell'aeroporto Henri Coandă con la rete metropolitana della città, lavori di cui si stimava un tempo di realizzazione di circa cinque anni.

## Amministrazione
Bucarest ha una condizione amministrativa unica nell'ambito dello Stato rumeno: si tratta dell'unico comune che non appartiene a un distretto.
A capo del governo cittadino (Primăria Generală in rumeno) è il sindaco di Bucarest (Primarul general al municipiului București in rumeno), dal 2020 al 2025 Nicușor Dan. Le decisioni sono deliberate dal consiglio cittadino (Consiliu general), costituito da 55 consiglieri eletti ogni quattro anni.

### Gemellaggi
Bucarest ha stretto patti di gemellanza con diciotto città, elencate sotto:
- Tirana, dal 2007[13]
- Rio de Janeiro, dal 2002[14]
- San Paolo, dal 2000[15][16]
- Sofia
- Montréal[17]
- Pechino, dal 2005[18]
- Nicosia, dal 2004
- Atene, dal 1993
- Amman, dal 1999
- Budapest, dal 1991
- Chișinău
- Lagos
- Manila[19]
- Mosca
- Ankara, dal 1998
- Istanbul
- Londra
- Atlanta, dal 1994
- Most

## Sport

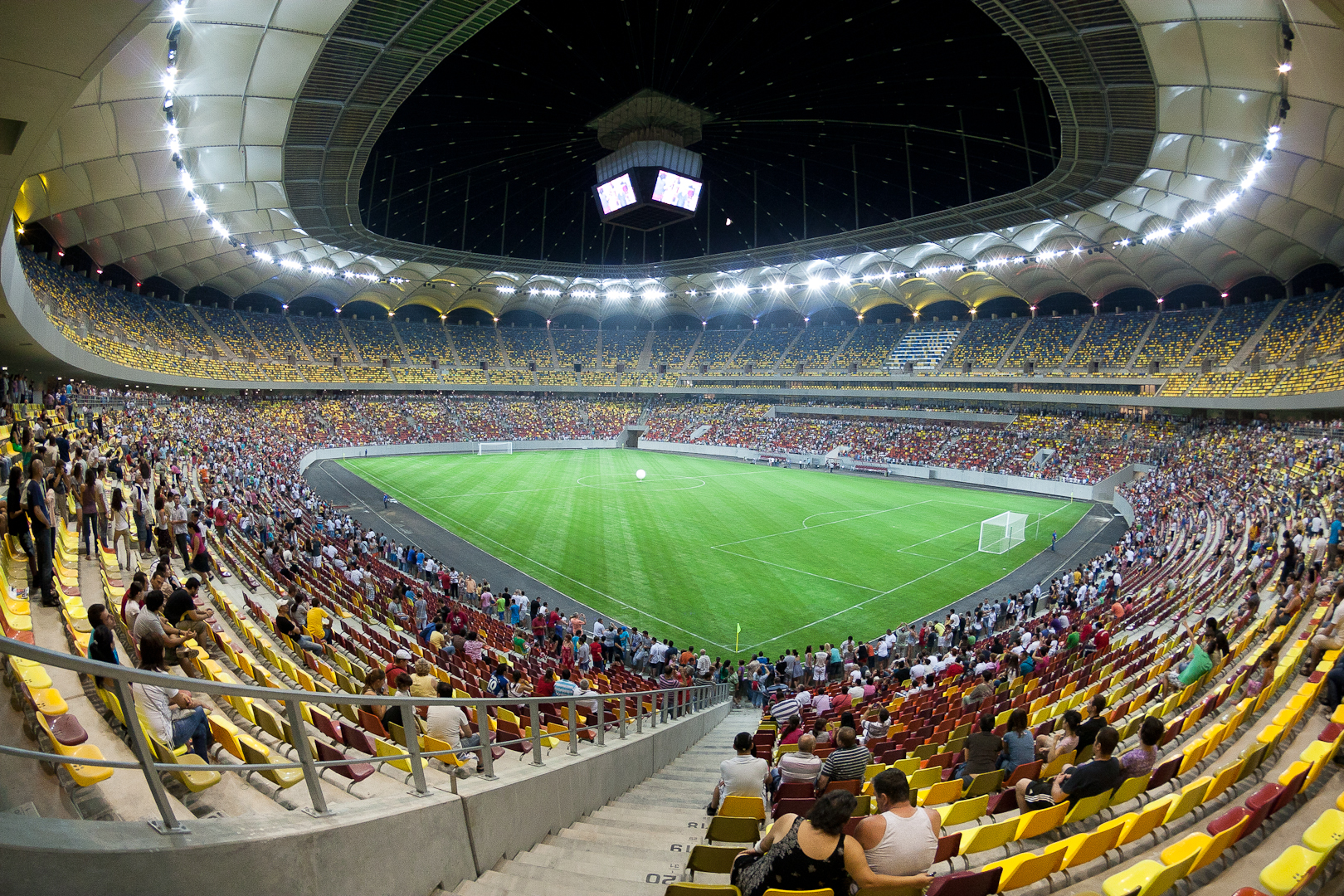
Stadionul Național, impianto della nazionale rumena

### Calcio
- FCSB vincitore di 26 campionati nazionali e di una Champions League, che milita nella Liga I e gioca nello stadio Național.
- Dinamo Bucarest vincitore di 18 campionati nazionali, che milita nella Liga I e gioca nello stadio Dinamo
- Rapid Bucarest, vincitore di 3 campionati nazionali che milita nella Liga I e gioca nello stadio Rapid-Giulești.
- Sportul Studențesc București che milita nella Liga II e gioca nello stadio Stadio Regie.
- Juventus Bucarest che milita nella Liga II e gioca nello stadio Stadionul Juventus.
- Progresul Bucarest (ex National) che milita nella Liga IV e gioca nello stadio Coresi.
- Metaloglobus București che milita nella Liga III e gioca nello stadio Centrul de Fotbal Buftea Teren 1.

nelle serie minori giocano anche:
- FCSB II
- Dinamo II Bucarest
- Rapid II Bucarest

La Nazionale romena gioca le sue partite allo stadio Național, capace di 60 000 spettatori.

### Football americano
- Bucharest Warriors, vincitori di 2 titoli nazionali.
- Bucharest Rebels, vincitori di 2 titoli nazionali e di una Balkan American Football League.
- Bucharest Predators
- Bucharest Wolverines

### Rugby
- București Rugby, franchigia nazionale esistente dal 2004 al 2015 che rappresentava la città nella Challenge Cup.
- RC Dinamo, vincitore di 16 titoli nazionali e vincitore di una Coppa dei Campioni d'Europa FIRA nel 1967
- RC Steaua vincitore di 24 titoli nazionali
- Grivița vincitore di 12 titoli nazionali ed una Coppa dei Campioni d'Europa FIRA nel 1964
- RC Aurel Vlaicu
- RC Olimpia

La Nazionale di rugby rumena gioca le sue partite allo Stadio Arcul de Triumf, situato nei pressi dell'omonimo Arco.

### Pallacanestro
- BC Dinamo Bucarest
- Steaua CSM EximBank

### Pallamano
- CSA Steaua
- CS Dinamo

### Pallanuoto
- Dinamo Bucarest
- Steaua Bucarest

### Arti marziali
- C.S. Italo
- C.S. Dinamo București
- C.S. Bushido Taekwondo
- Steaua Wu-Shu

### Atletica leggera
- Maratona di Bucarest